# 9番目のムサシ
『9番目のムサシ』（きゅうばんめのムサシ）は、髙橋美由紀による日本の漫画作品。
続編として『9番目のムサシ ミッション・ブルー』、『9番目のムサシ レッドスクランブル』、『9番目のムサシ サイレントブラック』『9番目のムサシ ゴースト アンド グレイ』がある。本稿ではこれらの作品についても併せて取り扱い、『9番目のムサシ』を「第1シリーズ」として、それぞれの続編を「第2シリーズ」「第3シリーズ」「第4シリーズ」「第5シリーズ」として解説する。

## シリーズ概要
別名「闇の国連」と呼ばれ、地球の秩序を陰から維持すべく活動し、世界を破滅の一歩手前で守る秘密組織「ULTIMATE BLUE（アルティメット・ブルー / 通称「UB」）」の超精鋭と謳われる女性エージェント「-MUSASHI No.9-（9番目のムサシ）」の愛と戦いの物語。
1996年に刊行されたボニータ増刊『ボニータ special』（秋田書店）に掲載された読み切りの短編を第1話としてシリーズをスタート。
同年に秋田書店から新創刊された『きらら16』にて連載を開始し、1996年5月号（創刊号）から1998年9月号まで掲載。1999年5月号をもって同誌が休刊となったため、後に『ミステリーボニータ』（同社刊）に移籍。『ミステリーボニータ』にて1999年3月号から2007年3月号まで連載された。単行本は「きらら16コミックス」より全21巻、文庫版は「秋田文庫」より全10巻が刊行された。なお、文庫版では「DUTY」から「MISSION」へと変更されている。
第2シリーズである『9番目のムサシ ミッション・ブルー』は、同誌『ミステリーボニータ』に2007年5月号から2010年5月号まで連載された。単行本は「ボニータ・コミックス」より全8巻。篠塚と慎悟が2人で生きることを選択した際、山の冬枯れのススキの中で約束を交わしたことが最終章で明かされた。
第3シリーズである『9番目のムサシ レッドスクランブル』は、同誌『ミステリーボニータ』にて2010年11月号から2014年12月号まで連載された。単行本は「ボニータ・コミックス」より全12巻。前半は慎悟が出て来ず、後半は慎悟をメインにして篠塚が殆ど出ずに顔を描くことすら徹底的に避けていた。篠塚に中身や経歴が酷似した暗殺者DIVと慎悟のつかの間の友情が描かれる。サブキャラクターだった慎悟が「もう一人の主人公」に昇格した。本シリーズは連載中の作者の別作品『天を見つめて地の底で‐新章‐』を中断して開始され、『天地』の連載再開を予定した2011年（平成23年）の春以降も超過して連載が続行され、完結するまで『天地』に4年にもおよぶ空白を齎した。
第4シリーズである『9番目のムサシ サイレントブラック』は、同誌『ミステリーボニータ』にて2015年4月号から2020年1月号まで連載された。サブタイトルの「ブラック」は“闇の国連”や篠塚の黒髪を指している。レッドスクランブルの始まりがハード系（行動）だったため、ブラックの始まりはソフト方面（精神）でとのこと。外交官にひき逃げされた親友の仇討ちを願う少年・慶太が慎悟の弟分のような存在に。慶太と共に「JBF」の虜囚となった篠塚の居場所をイックたちに教えた「9の昔馴染み」などの謎が残された。単行本は「ボニータ・コミックス」より刊行。全15巻。
第5シリーズである『9番目のムサシ ゴースト アンド グレイ』は、同誌『ミステリーボニータ』にて2020年2月号より連載開始。本シリーズより「シリーズ」から「シーズン」に変更された。サブタイトルが付けられる。1ヵ月前と1ヵ月後が交互に描かれる。

## 現実での出来事
2019年6月8日から23日にかけて大阪・日本橋の画廊モモモグラで開催された『ミステリーボニータ』の合同原画展「異端かつ最先端の少女まんが誌〜ミステリーボニータ原画展〜」に、本作が参加。展示されたのは同誌で活躍している5作家6作品で、本作はそれに選ばれている。
2021年にシリーズが25周年を迎えることを記念して、『ミステリーボニータ』2021年1月号にカラーイラスト集が付属した。

## あらすじ
地球の秩序を維持すべく日夜活動し、世界の「破滅を防ぐ最後の一線」である秘密組織「UB (Ultimate Blue)」の存在が各国の情報機関の間で密かに「伝説」として語られていた。当の情報機関の人間ですら「闇の国連」と呼ばれる謎の機関の存在を信じておらず、争いの絶えない世界の平和を求める願望が生み出した幻想でしかないと考える人間が過半数を占めていた。しかし、人類の歴史を陰から支える「究極の青」を冠した組織「UB」は実在していた。いつ何処で誕生したのか、誰が作ったのか、本部は何処にあるのかを知る者はなく、性別・年齢・人種・国籍・人数・所在は不明、老人から赤児まで揃っており、メンバーは世界に散らばり活動していた。9人のトップナンバーが組織を運営し、一人でも世界を動かすことが可能だと言われている。事件で「UB」に遭遇した者は問いただされても答えず、彼らの活動の障害になるまいと沈黙を守るのだった。トップナンバーの一人、アジアを担当する篠塚高 (No.9) はある任務でごく普通の少年・橘慎悟と出逢う。機械の如く冷徹に任務を遂行して心を凍てつかせた彼女は打ち消そうとしても消えぬ想いに戸惑い、エージェントしての自身と女性としての心の間で葛藤し、また、慎悟も「世界を守る者」として異なる世界を生きる篠塚に対する想いに苦しむのだった。当初は慎悟を排除しようとした篠塚の部下イック (No.19) や同じトップナンバーのNo.7は徐々に慎悟は篠塚に必要な存在だと認識が変わり、別れと再会を経て、イックの説得と外部組織となる「Ω」の理解と協力により2人は結ばれた。それ以降も過酷な任務と数多の困難に見舞われる中、殺戮と破壊を繰り返しては「世界の秩序を乱す者の処刑」という名目で自分たちの犯罪行為を正当化し、恐怖により支配しようと企む世界最古の暗殺組織「煌龍」が現われる。お互いに自分たちを「正義」と信じて激突する2つの相容れぬ巨大組織、その暗闘の行方は誰にもわからない。

## 登場人物

### 主要人物
No.9
本作の主人公。コードナンバー「一桁」と呼ばれる「UB」最高部の1人。高身長・ハスキーボイス・大胆すぎる行動で男性だと看做される女性コマンドー。UB日本支部の司令官で、アジア全域を担当する。第1シリーズの「DUTY23：白の里」では「獅子」、第3シリーズの「Mission1」では「虎」、第4シリーズでは「ユニコーン」「月の女神」にたとえられる。任務でしか接触することのない事件関係者に「夢の中の住人」と評される。物語開始当初は事件に巻き込まれた人間の目の前で敵の首をかき切って処刑することもあったが、徐々に事件関係者の心情や精神状態を考えて可能な限り捕縛に努め、処刑はやむを得ない時に留めるようになった。
初登場時は16歳。卒業試験は10歳。イック (No.19) たち「影」との初対面の時は13歳。IQは200以上あるとされる。主に通称使用の「篠塚高」を名乗り、組織内ではコードナンバーで呼び合う。コードネーム「ムサシ」はほとんど使われない。
先の先まで読んで的確に判断して行動し、危機が訪れても想定内で、敵を掌の上で踊らせて壊滅させるている。常に潜入先で任務に都合の良い人間関係を構築し、任務の妨げになりそうな人物は詐術・脅迫・トラブルを放置した末に救助して籠絡するなどの計算高い思考・手段に偏りがち。しかし、自他共に感情に疎くて筋金入りの天然ボケと世間一般の常識を知らないことが原因で、計画変更を余儀なくされることがあり、自身の威圧感に対する反発や無自覚の恋愛感情が原因で新たなトラブルが生じることもある。同格のトップナンバーであるNo.7すら顎でこき使う。人間離れした美貌と普段は気配を消して自身を抑えているので「クールな人間」としか映らないが、圧倒的な存在感と押し潰されるような威圧感ゆえに協力関係にある者にさえ恐怖心を抱かせる。
管轄である「アジア全域」のどこかを出生国とするが、自己申告によれば日本人とのこと。初対面の相手には男性と誤解され、童顔で同じ日本人の目から見ても全体的に幼い外見をしていて、成人後も16歳くらいの容姿端麗な少年だと思われてしまうが、ドレスアップすると一転して絶世の美女に変身する。任務先で異性・同性を問わずに恋情と敵愾心を出会う相手に生じさせてトラブルを起こし、任務に支障を来たすこともある。羞恥心が無いので裸を見られても平然としており、屋内外や人目を気にせずに着替える。
基本的にセミロングで、第1・第2シリーズでは左分け、第3シリーズでは分けずに下ろして前髪を作り戦闘時だけでなく普段でもより一層ボサボサになった。任務に応じてウィッグを着用したり、髪を切ったりする。たまに描かれる過去編ではおかっぱ。なお、第1シリーズで慎悟の許を死を偽装して去ってから再会するまでの歳月と共に、ショートヘアからミディアムを経て元のセミロングに戻るまでの過程が描かれた。第4シリーズで「JBF」が開催したオークション以降、手首に隠し持っていたヘアゴムでハーフアップにしている。
潜入先で最初は異質さを感じてもあっという間に融和して一員と化す。目立つことをして浮いて余計な反感を買わないよう、一般の揉め事に関与せずに済むよう、円滑な任務の遂行のために勉強も運動もほどほどの特筆すべき優れた点の無い「普通の人間」という人物設定を演じる。しかし、任務に忠実なあまり、自身の人物設定に無頓着な行動をとることがある。命令を下すだけでは退屈で動き回ることが好きであり、一部の部下が共犯となってイックの目を盗んで単独行動を好む。第1シリーズの最終章ではイックたちと共に作戦を実行したが、第2シリーズ以降の最終章では命令するだけでは退屈という指揮官にあるまじき性情ゆえに単独行動を取るようになり「影」の中でも一番心労に苛まれるイックに帰還するまで直接留守を頼むことすら省略して彼に心臓が潰れるほどの心労を強いる結果を齎す作戦を選択する。そのため、解決した事件の過半数がトップナンバーが出張る必要性の無いもので占められている。相手の自身を守ろうとする行為は成否に関わらず喜ぶも自身が守られることは考えていない。重責と孤独に押し潰されぬよう要求される精神力は計り知れず、自身でも気づいていない絶対的な孤独を秘めていることは慎悟しか知らない。
心を開いて大切な存在が出来ても失うことの恐怖と周囲が眉をひそめるほどに冷徹に任務を遂行すべく機械に徹するあまり心を凍てつかせ、また、誰も寄せつけようとせずに警護対象者にすら厚い壁を作り、他人と深く関わることを徹底的に避けていた。機械の如く無表情だったことを知る片腕のイックも旧知のNo.7も慎悟と出逢う前は「泣きも笑いもしないロボット」と評しており、慎悟が引き出した「初めての笑顔」を目の当たりにして彼らは驚いた。一桁の自分たちが誰かを愛すれば相手の危険を増やすことになるため、安息を与えてくれるとしても恋人を持つべきではないと考えていた。しかし、慎悟に対する恋心を消そうとしても消すことが叶わぬ程に深く動揺しており、教室を飛び出した慎悟の後を追うも声をかけることが出来ずにいた際、校内の誰かに隠し撮りされていたことに気づかなかった。地下に潜ったローが動き始めたころ、人間らしさを否定して「DUTY12：果てしなき日々への追憶」で自身の爆死を偽装して慎悟を捨ててしまう。しかし、イックの説得と友人となった「Ω」の協力により女性として愛する慎悟を受け入れ、生きる世界の境界を飛び越えて心に寄り添う彼の愛にやすらぎを得た。しかし、自身の美貌は武器になるという意味では自覚しているが、女性としての自己評価は低くて慎悟という恋人が出来ても自身は恋愛や性欲の対象にはなり得ないと思い込んでいる。
弱点などあってはならないトップナンバーとして慎悟を殺してでも任務を遂行するとエージェントとしての己を頑なに貫き、愛する慎悟のことしか頭に無い女性としての心という矛盾を抱えている。また、前向きとは言いがたい側面があり、第1シリーズの「DUTY11：慎悟の選択」や「DUTY23：白の里」で慎悟の死亡確率や任務内容により自身が彼の許に戻れる確率を「UB」のデータファイルにアクセスして算出する姿がある。第2シリーズの最終章でも危険性が低いと判断した任務に誘い「元の世界に戻った時の役に立つ」と口にしており、「煌龍」の動きを知ると日本国外の管轄内に安全な部屋を用意して慎悟を隔離しようとした。その一方で、2人のルールに則り、自らの体内で殺人ウィルスを葬り去る作戦でワクチンが間に合わなかった場合は慎悟に自身を殺させてその死後は「死ぬよりつらい生」を元の世界に戻って生きることを承知させた。しかし、第4シリーズに至っても慎悟の人生を狂わせて不幸にしてしまったという思いが拭えず、自身を狙う「JBF」の毒で窮地に陥る彼を想い「私と共にいる限り、慎悟から危険が去ることはない。一緒にいることは正しいことなのか?」とDIVが慎悟を裏切った動機と同じ弱音を漏らす。慎悟を救うために「JBF」に囚われながらも共に人質となった慶太に反撃を宣言したころ、1年前の「DIV爆死」の裏側でDIVや「異端のD」と結託していたことが発覚する。前シリーズの最終章で「赤い馬」壊滅という任務を遂行するからにはDIV確保は任務内であるにもかかわらず、個人的な理由で部下に危険な命令は下せないと「異端のD」を呼び寄せ、DIVが自殺するつもりだと察していながら事前に手を打てたはずを説得して制止しようとせず、彼の自爆直前まで放置していた。それ以降も慎悟からの逃避しか考えない頑迷なDIVの言いなりになりDIV生存の隠蔽および爆死偽装に協力し、DIVがかつての自身と同じ過ちを犯していると知りながら彼の依頼を拒絶することなく誰よりも裏切ってはならない慎悟を裏切ってしまう。また、他人を信じていないことと過去に慎悟のことでイックに罠に嵌められたこともあり、DIVの生存はイックにも隠していた。満月の夜に開催された自身を「商品」とするオークションを失敗に追い込み、三日月の夜に虜囚となってから一巡りして再び三日月になった夜、不審船の接近と世界中の海軍の動きにより我を失ったレイヴンが深夜に部屋に乗り込んで来た際、肉体のパーツを脅しに使おうとした彼に左半分の髪を切り取って差し出し不敵に微笑む。不揃いのため、残り半分の髪も切りショートヘアになった。レッドスクランブル「Mission7」の刑務所潜入の際にも反対するのが明白なイックに直前まで報せようとしなかったが、今回も同様に直属の部下である分身の「影」を蚊帳の外に放り出し、同格のNo.7に事前に計画の全容を打ち明けて協力を依頼し、元「赤い馬」のフランツと「異端のD」による「JBF」壊滅の作戦を決定していた。DIVの爆死偽装に加担したことは間違いだと気づいたが、1年前からのDIVの生存情報隠蔽は過ちだとは認識できず、イックたち「影」を「JBF」壊滅作戦から完全に排除したことも含めて直接謝罪することはなく、No.7に伝言とフォローを事前に依頼した。DIVの件に続き個人的な理由だと「JBF」を壊滅させる際に自身を含めた人質奪還をもイックたち「影」に隠蔽して実行から完全に外して従わざるを得ない状況に追い込み、計画の全容を知って当然の「影」に隠蔽し、部外者の「異端のD」と指揮を任せたフランツが詳細を知るという現状の原因となる。我妻和樹をNo.101と入れ替わらせ、彼以外のUBメンバーを参加させることなく部外者の「異端のD」に協力を依頼した。イックたちを騙して情報を隠蔽したのは「JBF」壊滅後に彼ら「影」を任務の中核から外してDIVと「異端のD」を直属の部下とするためだったからであり、イックたちを任務から遠ざけながら自身は危険を犯して信頼を裏切り個人プレーに走ってしまう。しかし、潜入任務の部下の存在は知らせても入れ替わりの事実は隠蔽したままであり、組織的な協力が必要であるにもかかわらず、部外者の「異端のD」を動員し分身とも言うべき「影」は個人の事情だから論外と排除した。「JBF」壊滅後、DIVと「異端のD」を自らと共闘するメンバーとして迎え慎悟の警護とした。
橘慎悟（たちばな しんご）
本作のもう一人の主人公。篠塚高 (No.9) の恋人でありイック (No.19) の親友でもあり、「コード405」と呼称される。初登場は第1シリーズの「DUTY7：メッセージ」。未だに高校生に見られてしまう童顔が悩みの種であり、任務に都合が良いからと同じ童顔でも気にしない任務仕様の思考の篠塚に言われると一番こたえる。「DUTY32：標的」で囮を務めてNo.7と彼女の部下に「UBメンバーと同様の働きをしている」と高く評価され、「煌龍」の情報収集と総帥の正体を暴くことに貢献したことで「UB」に必要不可欠な存在と認識されている。詳細は不明だが、「UB」の訓練を受けている。作者は、文庫版第2巻のあとがきで「究極のパートナー」と呼ぶ。初登場時は17歳で、篠塚より1歳年上である。趣味はDVD鑑賞。職業はフリーター。篠塚と共に生きる自身もまた彼女と同様に「夢の中の住人」と評される。
繊細な心を有しており感情表現が豊かでストレートな性格だが、篠塚の立場と「UB」の特性ゆえに自重自戒を常に心掛けている。写真を持つことすら許されず2人だけの約束事は何かある度に増えてゆく。篠塚の負担を増やすことを怖れて任務の支障になるなら自身を切り捨てることを篠塚に求め、自身が篠塚に出逢って救われた1人であるため、彼女にもしものことがあれば未来に救いを必要とする人々を犠牲にすることになると考え、そうならないよう遵守を約束させた。
凍てついた篠塚の心を溶かし、ゆったりとした時間・心地よい空気・任務を忘れられる深いやすらぎを誰よりも必要とし、欲しても知らずにいた篠塚に「それら」を与え、また、彼女の「帰る場所」である。その人間性は篠塚を魅了し、ともすればUBメンバーが見失いがちな「人の心」を取り戻させる力がある。篠塚にとって恋人というだけではなく友人であり、家族でもあるというすべてを兼ね備えた存在である。篠塚の無自覚の孤独に気づき、少しでも癒そうと努力を重ねる。目には見えず、自覚することは難しい「人に力を与える」能力があり、相手の中にある力を引き出すことが出来る。篠塚やDIVの干渉により自身には何の力も無いと思い込んでいるが、篠塚曰く「自己嫌悪に陥っても本来の自分自身に戻れば私（＝篠塚）も勝てない」という神の如く崇められ「伝説」と呼ばれる篠塚も「死神を殺す死神」DIVも敵わない最強の存在。
小学生のころに事故で両親を失い、兄弟姉妹は無く親戚とも疎遠であるため、天涯孤独の身である。同じ病院で誕生した兄弟のような幼馴染・嶋田良一を武器密輸を規制しようとする議員の暗殺に巻き込まれて殺され、犯人・竜童を捕縛すべく潜入した篠塚と出会い、やがて愛し合うようになる。
竜童に狙われた際に篠塚により実戦に即した護身術と対処の仕方を仕込まれ、そこら辺のチンピラ風情では太刀打ち出来ない「化け物」と恐れられる実力の持ち主。UBトップナンバーの恋人という立場上、セキュリティの厳重な住居に住み、他者とは深く関わることを避けて行動も制限されることで篠塚からは「ガラスの城の鳥」と評される。一つ所には長くは留まれず居を転々としており、周囲には普段は日常を尊重してゆるやかな配置で有事の際は安全優先に切り替わる身辺警護のUBメンバーが取り巻いている。自身の食い扶持くらいは自分自身で賄いたいし、普通の生活から引き離してしまったと根強い罪悪感に苦しむ篠塚を少しでも安心させたくて彼女の在宅時もバイトに勤しむ。運転免許証の有無は不明ながら、車の運転が出来る。
第3シリーズの最終章「Mission8」で篠塚を「UB」のエージェントだと知らずに暗殺を企む「赤い馬」の暗殺者DIVを人間に戻したいと篠塚の了解を得て彼女と別れ、ドン・バハモンテに従うDIVと行動を共にして幹部派の「氷の兄弟」DVIとDVIIの攻撃からDIVを庇って重傷を負い死線をさ迷う。廃村に戻り再び2人で暮らし始めるもDIVに裏切られ、彼に呼ばれて連れ戻しに来た篠塚の拘束とDナンバーからの逃走手段ではなく自身がDIVを追って戻れないよう動きを封じる檻として電車に押し込められ、死ぬまで命を狙われ続けても共に生きる勇気と覚悟の無いDIVがDナンバーを道連れに自殺したことによる騙し討ちの別れに心に深い傷を負う。DIVが「異端のD」と共に元「赤い馬」の幹部を処刑しにアメリカに渡ったころ、食事も眠ることも起き上がることも出来ずに衰弱する一方であり、スケジュールを調整した篠塚の看護で2ヶ月余を経て通常の生活を送れるようになるが、トラウマは自身でも気づかぬほどに心の深い部分に闇を生み出してPTSDによるフラッシュバックに苛まれる。
第4シリーズで親友の仇討ちを願う慶太を鍛えることで回復に向かっていた所に「異端のD」の1人であるセロ（DIV）に「DIVは死んだ」と告げられてショックは受けても信じず、当初から感じていた懐かしさが強まり2度目の会話で完全にDIVだと看破し、生存に安堵すると共に死を偽装してまで自身から遠ざかろうとしたことに傷つく。そのため、猛毒で死の間際に追い込まれて体調が思わしくない上に慶太と共に篠塚が「JBF」に囚われたこともあり、篠塚が敵地にある自責の念とDIVに対する不信に囚われてしまう。それに追い打ちをかけるように篠塚が「異端のD」を動かしてDIVを救助したことを知るが、助かっても「UBエージェントの恋人」としか看做さずに逃げたばかりか人生を操ろうと企むDIVの依頼を断ることなく篠塚が生存の明確な情報を隠蔽して足止めに協力したため、自らの意思で生きる世界を選ぶ権利を篠塚とDIVに否定されて操り人形に貶められたことにショックを受ける。DIVが「あんたとの約束を守って俺は生きている、あんたに会いたい」と言ってくれると信じて待っていたが、DIVによる爆死偽装という2度目の裏切りに遭う。
「JBF」壊滅作戦の前にDIVと和解し、篠塚と共に帰還したDIVや「異端のD」を警護とした篠塚の配慮により、元の村で彼らと共に暮らすことになる。

### UB
No.1
第1シリーズの最終章「標的 (1)」に声だけで登場。
No.4
組織が所有する軍事衛星。コードネームは「RAILA（レイラ）」。初登場は第1シリーズの「DUTY5：No.4」。地球の衛星軌道上に浮かんでおり、主に索敵やビーム攻撃などの支援を行う。トップナンバーとして、どのように組織の運営に携わっているのかは不明。
おまけ漫画「UBメンバー達の休日」で自身には休みが無いのに他のメンバーはずるいと不満を爆発させ、イックにビームを撃つというお茶目な姿が描かれた。
No.5
ロシアを担当するUBトップナンバーの男性メンバーで、UBロシア支部の司令官。第1シリーズの「DUTY26：青い日々の追憶」で化学兵器「レッド&ブルー」の処理に携わる篠塚をサポートした。外見はどこにでもいそうな眼鏡をかけた老人だが「ロシア共和国」がかつて「ソビエト連邦」だったころから潜入しロシアを動かしており、ロシアでは「ニコライ・ガヴリヴィチ・イワノフ」と名乗って「イワン大帝」と呼ばれる表の顔を持っている。篠塚にとっては祖父のような存在であり、No.7に次いで会話や依頼による共闘の機会が多い相手である。第2シリーズの終盤「MISSION5〜試練の冬〜」で犯罪組織に狙われた古い友人ウスチノフ博士からは「ニコル」と呼ばれる。イックとはチャットで仲良し。
No.6
UB南米支部の司令官。第1シリーズの終盤に登場。コードネームや年齢・性別などの詳細は不明。
No.7
北米を担当するUBトップナンバーの女性。初登場時は23 - 25歳くらい。篠塚曰く「悪友（盟友）」「すごく面白い奴」とのこと。単独行動に走る篠塚の共犯者の1人であり、篠塚の協力要請を直接受けて補佐することが少なくなく、篠塚のハニートラップの相方を務めることが多い。第1シリーズ「DUTY10：アテネ」から時々登場している。コードネームは「アテネ」。普段は男装してアメリカ海軍の准将「ジョイ・ヘンダーソン」と名乗り、アメリカ軍の参謀長官やアメリカ大統領をサポートすることで「UB」とアメリカ合衆国と友好的な関係を築く。作者に「アホな7」と呼ばれている。
篠塚とは異なるタイプだが、彼女と同様に男性にしか見えない。病的なまでのラーメン好き。地毛はショートヘア。初登場の際、篠塚と同様に一般人の恋愛感情に否定的だったが、後に慎悟を「休息場所」として受け入れてはどうかと提案した。
第3シリーズの「Mission4」以降、篠塚を補佐する姿が描かれた。最終章「Mission8」で自家用機（プイベートジェット）を所有していることが明かされた。
第4シリーズの「Mission2：episode19」では篠塚が虜囚となる前から進められていた「JBF」壊滅計画に参加し、ジョンソン大統領と共に協力する。
No.10
第1シリーズ「DUTY22：アジアの風」「DUTY23：白の里」に登場。東南アジア一帯で活動する。コードネームは「天祥（ティエンシアン）」。篠塚に似ているが、彼女とは異なり巨乳。
当初は任務で組んだ「Ω」のメンバーに対して高圧的だったが、任務で「Ω」と行動を共にする内に自身の間違いに気づく。
「ゴースト アンド グレイ」ではNo.9とは性別が違うため影はもうできないと語っている。
No.17
篠塚と同年代でおかっぱとソバカスの少年。偽名「ジョニー」。「DUTY00：〈番外編〉THE SECRET ANGELS」で当時11歳の篠塚の指揮により、コーダンの平和を憎むハイジャック犯のテログループを親友のキングコブラ「トム」で倒す。
No.19
UB日本支部に所属する男性メンバー。初登場時は18歳。篠塚との初対面時は15歳だった。初登場は「DUTY8：冬の情景」での顔を隠して篠塚との会話のみであり、本格的な登場は「DUTY9：闇夜の虎」での篠塚と二人一役で男子高生「篠塚高」を演じることになる影武者として。休日にはNo.5と趣味のチャットをして遊んでいる。普段は「私」と言うが、プライベートの一人称は「俺」であり、出会った当初は「君」と呼んだ慎悟を「お前」と呼ぶようになる。
篠塚の側近、トップナンバー「No.9」の分身である「影」のリーダー的存在であり、篠塚の片腕。篠塚の不在時の留守を預かり指揮を代行する。他の「影」が気づかない篠塚の異変を察知する明敏な青年。立場上、篠塚や慎悟にお小言を言うのが仕事であるため、時には心を鬼にして苦言を呈することもある。やんちゃな弟妹に振り回される兄の悲哀を味わう。他の影やNo.7からも慎悟命名の元は蔑称だった「イック」の愛称で呼ばれるようになる。警護対象者だったころの慎悟を警護した際、双児の兄妹のように篠塚に瓜二つで身長や体格にほぼ差異は無かったため、彼女が抜けなければならない時は入れ替わって慎悟の警護を代行した。
慎悟と出会った当初は石像のように無表情だったが、徐々に人間らしい感情を表面に出すようになる。昔は篠塚曰く「無表情で醒めた奴」だった。
第4シリーズで篠塚に逆らっても慎悟を守ろうとするため、当初は篠塚によりDIV生存の情報を隠蔽されていた。DIVに関する認識は「生きているかもしれない」という漠然としたものであり、慶太の廃村行きのころに慎悟に先んじて「DIVは死んだ」と篠塚に嘘を告げられた。篠塚が敵地に下った際、初めて1年前の「DIV爆死」の真相とセロが死んだとされたDIVだということを知る。篠塚がDIVと「異端のD」を直属メンバーとしたため、篠塚の分身たる直属の部下としての立場を失った。
No.21
第1シリーズ「DUTY25：青い日々の目次」とその半年後の「DUTY26：青い日々の追憶」のみに登場。20歳。明確に死が描かれたUBメンバー。偽名は「シン」。イックらと同じく篠塚の影として選出・認定されるが、極東ロシアでのR&B事件解決後、現地で親しくなった幼い兄妹（実は従兄妹）を雪崩から救って死亡した。
感情を抑えるよう訓練を受けた筈なのにヒステリックになりがちで、まだチームが固まっていなかったころの影の中で波風を立てる問題児だった。機械のように感情を表に出さない篠塚に不満を抱き、年齢ゆえに能力を信じようとはしなかった。篠塚を上司として受け入れた後は、半年後にUB日本支部に初めて篠塚が足を踏み入れた際、周囲のメンバーを仕切ろうとした。イックと同じ訓練所にいたため、掛け合い漫才のような会話を演じた。
No.23
篠塚の「影」の中では最年長で、篠塚との初対面時は22歳。第1シリーズ「DUTY9：闇夜の虎」に登場。「天城利彦（あまぎ としひこ）」と名乗った。後天的なボケのイックに対するツッコミ役。篠塚と慎悟のことで神経をすり減らすイックのフォローを務める。1年前からDIVの生存を知っており、彼の選択と判断を支持する人間の1人。
No.28
第3シリーズ「Mission8：episode20」に登場。窓口のダミー組織を担当している。
No.29
第1シリーズ「DUTY12：果てなき日々への追憶」に声だけ登場。ローとの戦いから守るため、旅行で避難させた夫婦の留守宅を守り管理していることがイックより篠塚に報告された。
No.30
第1シリーズ「DUTY12：果てなき日々への追憶 (2)」で、ローからの脅迫状を慎悟が隠滅してしまったことで校内にロー一味が侵入し、誰かが脅迫か買収で手助けした可能性があるため、篠塚に全職員・全校生徒の調査と警護を命じられた。声と片腕のみ登場。
No.33
篠塚の「影」である女性メンバーの1人。外見は篠塚と同年代だが、年齢は不明。ローを嵌めた際にNo.23と共に登場して「柳浦チカ（やなぎうら チカ）」と名乗った。その際、ローを拘束せずに篠塚の許に集結し、彼の逃亡を許す結果を招いてしまう。第1シリーズでは潜入先の篠塚の周辺に待機することが多く、No.23やNo.39と行動を共にした。「DUTY00：〈番外編〉THE SECRET ANGELS」で篠塚やNo.17と共に旅客機303便に潜入し、薬物入りキャンディでハイジャック犯を倒した。
基本的にUBメンバーとして感情を抑えて冷静に行動することが出来るが、篠塚に関してはヒステリックになる。篠塚を万能視して偶像崇拝に傾いていたが、次第にトップナンバーの彼女が現場に出張ることに難色を示すようになる。
No.39
中国人の女性メンバー。初登場は「DUTY10：アテネ (2)」。コードネームは「崔香蘭（サイ コウラン）」。No.33と共に行動することが多い。
No.50
第3シリーズ「Mission8：episode3」に登場。イックの指示で慎悟救出の手配を行う。
No.55
第3シリーズ「Mission8」に登場。情報収集や報告等を行い、イックの補佐役を務める。
No.64
第1シリーズ「DUTY19：Ω‐オメガ‐II」に登場。内田たちに脅迫された要を救う作戦を実行。
No.66、67
慎悟が失踪した後、森田や佐野に接触を図るローの仲間を監視し、イックに報告したUBメンバー。
No.71
第3シリーズ「Mission8：episode3」に登場。
No.77
第1シリーズ「DUTY00：出会い」に登場。20代後半のOL「友紀（ゆき）」という名の「生きる世界の違いから恋人を捨てた女性」という人物設定を演じた。
No.97
第4シリーズで、慶太を狙うヤクザを迎え討つイックとNo.23をサポートした特殊工作隊の1人。
No.99
第1シリーズ「DUTY10：アテネ」に登場。No.7の個人的な依頼で女子高に潜入した篠塚をサポートした。声のみ。
No.101
第4シリーズの「Mission2：episode12」より登場。コードナンバーの読みは「ワンオーワン」。欧州の「JBF」の第2の要塞島に潜入した男性メンバー。特殊部隊出身の警備の1人を捕縛して入れ替わり、篠塚の補佐と慶太の安全確保に努める。
No.103、No.111
「DUTY23：白の里」に登場。最初に慎悟の身辺警護に携わったUBメンバー。No.111は「DUTY20：赤の要塞 (2)」でNo.103からの報告を篠塚に告げ、No.103は「白の里」が初登場だった。
No.210、333
第1シリーズ「DUTY22：アジアの風」で、先行して篠塚をサポートしたメンバー。未登場。
No.400
第2シリーズ最終章「MISSION5〜試練の冬〜 Episode1」に登場したヨーロッパ支部のメンバー。
No.778
第3シリーズ「Mission8」登場。刑務所の看守として篠塚をサポートする「UB」の男性メンバー。
No.1009
第3シリーズ「Mission3」に登場。コードナンバーの読みは「ワンゼロゼロナイン」。半年前から発覚していた「ファーストレディ誘拐事件」を阻止すべくある高校に潜入して「大蔵直樹（おおくら なおき）」と名乗り、周囲に「妄想オタ」と呼ばれ孤立する変人という人物設定を演じた。
No.3001
第3シリーズ「Mission5」に登場。雪深い町の高校に「森谷桃子（もりたに とうこ）」と名乗り、極秘に慎悟を警護すべく潜入していた。童顔。両親はもめており、祖父母の元に身を寄せる大人しい転入生という人物設定を演じる。以前から篠塚に会ってみたいと思い、また慎悟にも興味を抱いており、篠塚の帰りを待つ姿に「No.9の帰る場所」である強い人と評した。
No.10001
第1シリーズ「DUTY16：新たなる旅立ち」で登場した五桁の男性メンバー。コードナンバーの読みは「ワントリプルオーワン」。慎悟が高校生活の最後に関わったUBメンバー。未熟で能力の低さが顕著である。
環ゆうか（たまき ゆうか）
第1シリーズ「DUTY32：標的」に登場。コードナンバーは不明。恵理子命名の愛称は「ゆっか」。慎悟の警護のために彼のバイト先に潜入していたUBメンバー。
美鈴（みすず）
第2シリーズの番外編「EXTRA MISSION〜白い森の追憶〜」に登場。コードナンバーは不明。ルーディン・オーク事件の事後調査に訪れ廃墟でのトラブルで岡本たちを助けた。篠塚が新設したアフターケアのセクションに所属するUBメンバー。
篠塚の同僚
「DUTY5：No.4」で最初と最後に登場するメンバー。コードナンバーおよびコードネーム、容姿と性別・年齢の一切が不明。「DUTY8：冬の情景」で影武者設定のイックが登場するまで現場を工事等に見せかける下級メンバーのサポートを受けても篠塚が采配を振る立場とは無縁だった序盤、わりと親しい関係にあった模様。
篠塚の影武者
コードナンバー不明。第1シリーズの「DUTY12：果てなき日々への追憶 (4)」で慎悟を息子のように思う夫婦を守るため、篠塚の指示で彼女を演じて同行した。

### Ω
浅見武（あさみ たける）
UB外部組織「Ω」のメンバー。渋谷駅の近隣にある「K大付属第一高等学校」の2年。櫂名に次ぐ頭脳の持ち主。初登場は「DUTY18：幻想の森」。
ヨーロッパの貴族の血を引くクォーターで、アメリカ人祖母の住むアメリカ・ミネソタ州のグリーン・レイク近郊の森の近くで育った帰国子女。父親は外交官。祖母の影響で、森と絵を描くことが大好き。担任が有志を募った夏のキャンプに「Ω」で一人だけ参加するも協調性皆無で不評であり、参加した動機が不可解だと周囲に呆れられていた。女子生徒に騒がれる篠塚に反発するが、朝の光が射す森の中の彼女に惹かれてしまう。同年代の少年という思い込みで自身の想いの正体に気づかずにいたが、反発したり自身を殴ろうとして間に入った篠塚を殴ってしまった畑野を殺したいと思ったり、無意識下では恋するがゆえに精神状態が不安定だった。武器商人の一味の捕縛に巻き込まれた際に初めて篠塚の性別を知り「Ω」の中で最初に彼女に出会って恋に落ちた。学校でスケッチブックの中に紛れ込んだ盗まれた機密の最後の一枚に気づくが、篠塚に返却を求められても返せば彼女が姿を消してしまうと怖れてシカトを決め込んだ。しかし、不良グループに脅迫された要の窮地に交換条件だと言われて書類を返した。他の任務で留まっていた彼女がいつ消えるかと登校が遅くなりがちになった。「DUTY00：帰京」のころから渋谷駅で見かけていた慎悟の想い人が「篠原悠」と名乗る篠塚であり、彼女が語った「想い出」の相手が慎悟だと気づく。また、2人の和解を画策するイックにより「慎悟は9が女として愛する唯一の存在だ」と教えられ、イックの計画で自身の想いを篠塚にぶつけ、確実に失恋すると承知の上で他の男（慎悟）と彼女の仲を取り持つ。
「DUTY22：アジアの風」で篠塚によく似ているアイリーン (No.10) に惹かれるが、やはり篠塚が好きだと再認識してNo.10との間で揺れ動く。不安定な精神状態でNo.10の行動の妨げになってしまった挙句、負傷してしまった。「白の里」で篠塚と慎悟、No.10に再会して心の整理がつくが、本当に好きなのは誰かなのかは自身でも不明瞭である。機密書類を回収すべく篠塚が在籍していたころ、彼女は櫂名に手こずったと思い込んでいたが、No.10によれば苦労したように見せかけただけで計算しての行動だったことを知る。
仲村要（なかむら かなめ）
「DUTY19：Ω－オメガ－I」から登場。浅見と同じく帰国子女だが、父親はただのサラリーマンなので心臓の悪い弟のことで脅迫されたこともある。「Ω」メンバーで「鋼の心臓」と呼ばれている。普通の人間を演じる篠塚の芝居を真に受け、彼女に恋する浅見に「惚れるにしても相手を選べよ、あんな男女の何処がいいんだよ」と篠塚の悪口を言って浅見の怒りを買い、彼が本気だと知って驚く。篠塚の人並み外れた力を目の当たりにして惹かれるも友愛の域を出ずに一人だけ彼女に対する想いが友人のままであるため、他のメンバーの恋心にはシンクロできなかった。その一方で、「DUTY23：白の里」で浅見も見抜けなかったNo.10の変装を看破した。篠塚と慎悟が和解する前、彼女が他の男（櫂名）と一緒にいるだけでドス黒いオーラを放つ姿に「男の嫉妬は醜いねえ」と呆れる。世界を守る「UB」の任務の重さに比べたら一個人の命や人生など軽いと思っているため、そのことに疑問を抱く浅見に「篠原の立場なら仕方ないよな」と告げた。
大森櫂名（おおもり かいな）
「DUTY19：Ω－オメガ－II」のラストで高用・拓海と共に登場した「Ω」のメンバー。東郷グループの中心人物・東郷平四郎の孫息子。祖父と両親、妹がいる。IQ170で幼いころから天才だと誉めそやされ、要曰く「学校を休んでも単位が取れる」という3人組の一人で出席日数以外は心配がない模様。他の生徒を「箱（学校）」にしがみつくしかない奴らと見下していた。高用や拓海と共に元教頭の不正を暴いてクビに追い込んだり大学に潜り込んだりした。早い時期に篠塚を認めた浅見や要とは異なり、頑として彼女を否定して見返そうとするが、ジェットエンジンの設計図を狙う中東のテロ組織にハッキングが原因で目をつけられた際、篠塚の「痛い目に遭わせる」という目論見により恐怖を味わった末に彼女に救われる。「DUTY20：赤い要塞」でロシアン・マフィアに誘拐された妹のみちるを救われ、認めないながらも恋心と任務終了での篠塚との別れを受け入れた。その後、篠塚を捜す慎悟に出会い、追うこともなく別れた自分たちとは異なり、彼女を追い続けて放浪する慎悟に愕然となる。動揺して彼も「UB」の一員かと誤解しかけた。篠塚と慎悟の事情をイックに促された篠塚に聞き、浅見とは別の意味で怒った。イックの計画に協力する見返りに「UB」の外部組織としての採用を極秘で申し込み、慎悟と和解して完全復活した篠塚により正式に認定された。篠塚に似たNo.10に惹かれる浅見を案じている。No.10に的外れと知りつつ推論をぶつけて喧嘩を売り、浅見に「身代わりで恋をされたら迷惑だ」と叱責する。「DUTY23：白の里」の冒頭、イックに慎悟たちの居場所を聞いて会って来いと浅見に告げた。
相模高用（さがみ こうよう）
国会議員の息子で金持ち。女タラシだが、女は嫌いという変な性癖の持ち主。「DUTY19：Ω－オメガ－III」で相手の実力を推し量ることが出来ずに強姦紛いに篠塚に迫り、したたかに痛めつけられた。篠塚に恋するが、慎悟との深い愛を悟り友人の立場に落ち着いた。議員の父親は超有名人だから、かなり目立つとのことである。「アジアの風」でグン将軍に捕まることが計画だとNo.10に言われ、最初からそう言ってくれればと抗議するが、作戦の全容を話すことは出来ないし、UBメンバーとは違って必死さを演じることは不可能だろうと言い負かされる。
野嶋拓海（のじま たくみ）
機械（メカ）いじりが大好き。行動派で手先が器用。たまに高速道路で車を走らせているのを「UB」に掴まれている。

### 煌龍
張道明（チャン タオミン）
暗殺組織「煌龍（後述）」の老板（ボス）。「DUTY32：標的 (4)」の冒頭、中華人民共和国（中国）の四川省の山奥の館での誕生が描かれた。時代の移り変わりにより中国最後の統一王朝・清の高官に疎まれて組織が滅ぼされた際、皆殺しにされた統領一族の中で一人だけ赤児が召使に助け出され、細々と生き永らえた「統領の血筋」の最後の末裔とされる女性を数十年前になって長い捜索の末に発見し、彼女と組織の男性との間に生を受けた頭主として育成された人物。上腕の肩に近い部分に組織の一員の印の刺青がある。「UB」には初登場で名乗った偽名「結城直人（ゆうき なおと）」と呼称される。
劉の兄たちからの情報で「UB」の壊滅を企んで篠塚と慎悟を捜し続け、T大生に成り済まして大学に通い機会を待った。しかし、慎悟との待ち合わせ場所に向かう篠塚に出会って普通を装いながら隙の無い身のこなしと尋常ではない「気」を感じ取り、自身に拮抗する力を持っていることに気づいて「取り込み」に方向転換した。慎悟を人質に篠塚を操ろうと企むが、「UB」の罠に嵌まり捕縛された。2週間後、「CIA」の尋問を受けるべくアメリカに護送されるも部下に救出された。しかし、友人の演技で接近した慎悟の純粋さに魅了されてしまい、慎悟には気づかれていないが、劉と敵である篠塚には看破されている。篠塚に恋愛感情を持っているかのように振る舞うが、ふざけた物言いで真意は定かではない。第2シリーズ最終章で劉に黙って出歩き、変装して慎悟の周囲に出没した。
目的は違ってもターゲットが同じだった第2シリーズ最終章で予定通り「ENU」のボスを暗殺するが、篠塚がいたことで他のメンバーの殺害は断念した。
第4シリーズで「JBF」のオークションの招待状が届き、劉と共に出席する。篠塚が自力で現況を打開できると知っていたが、余計なお世話と承知の上でオークションで反発したレイヴンに圧力をかけ、最終落札価格を上回る50億ドルで彼女を買い受けた。
劉（リュウ）
「煌龍」の幹部。左手首の腕時計の下に刺青がある。結城（張）の教育係でもあるため、部下たちからは「劉師父（リュウ シーフー）」と呼ばれる。世界最強は自分たちだけであり、恋愛感情というくだらないモノに囚われている組織など敵ではないと見下した「UB」に初戦で敗北を喫した。慎悟を狙い篠塚と戦って捕縛された竜童やローの弟であり、香港島の香港仔（アバディーン）の貧しい家に生まれた六人兄弟の三男坊。王老に見初められ、結城の教育係として組織に迎えられた。伝説の「UB」と事を構えるに際して身元隠しを行い、一時的にせよ初めて「UB」を欺くことに成功した。篠塚の取り込みに失敗した際、結城が打算で欲する篠塚の力よりも、彼女を操る道具として悪用しようと友人の芝居で近づいて本気で慎悟に惹かれてしまったことが結城と組織の破滅に繋がるのではないかと危惧を抱く。第2シリーズ最終章で「UB」とは目的は異なるもターゲットが同じだったが、慎悟に対する不要な接近と計画のために「ENU」による彼の拉致を見ているしかなかった結城の鬼気迫る姿に不安は強まる。兄たちを捕縛された恨みは無く、組織の一員として行動するので個人の思惑では動かない。
オークションの招待客の一人の証言によれば、中国武術の達人で銃を持った相手も瞬殺する実力者。第2シリーズ最終章で再登場して以降は若く描かれるが、王老の墓前に世界を掴むと誓った結城がまだ幼い少年だったころはすでに青年だった。
王老（ワン ラオ）
「煌龍」の長老。総領の血筋の男児の誕生を待ち望み、結城という待望の総帥を得た。物語開始よりだいぶ前に他界している。

### その他の人物

#### 第1シリーズ
羽原弥生（はばら やよい）
「DUTY1：始動」で、篠塚が護衛した16歳の少女。前アメリカ大統領が病を患い同じ型のHLA抗原を持つ自身をドナー（提供者）として必要としたため、彼の政敵に命を狙われた。篠塚と違って女性らしい少女として描かれていたが、欠点は口の悪さとがに股。
石垣ワタル（いしがき ワタル）
弥生の家の隣に住むクラスメイト。弥生にはただの幼馴染・ただの隣人としか認識されていない。彼
加賀隆士（かが たかし）
「DUTY2：目撃者」でテログループの残党に狙われたフリーのライター。ハーバード大学を卒業後、外交官を蹴って警視庁に。研修時代にテネシー州でFBI捜査官のマイクに「UB」の噂を聞かされた直後、卒業試験の任務で人質奪還およびテログループ「レッド・カンパニー」壊滅を遂行する10歳の篠塚を目撃した。6年後、残党により従妹と共に拉致されるが、再会した篠塚に救われる。
加賀綾（かが あや）
隆の父方の従妹。彼の父親の弟の娘。高校1年生の少女。篠塚に一目惚れするも性別を知って失恋した。惚れっぽいが、極めてミーハーで軽い。
王天明（ワン テンミン）
中国共産党幹部の10歳の息子。テログループ「レッド・カンパニー」に誘拐されたが、密かに篠塚が入れ替わり、麻酔をかけられて眠らされたまま監禁場所の近くの病院で保護されていた。
アレクセイ・ソローミン
「DUTY3：シールド」で、ロシア人の父ニコライと一昨年亡くなった日本人の母親との間に生まれたハーフの少年。16歳。山深い町にある県立緑ヶ丘高等学校の1-Aに転入したが、長らく監禁状態だったため、やさぐれていた。心臓発作で倒れた父親の入院中、高校の男子寮で暮らすことになる。同室の篠塚を「退廃した資本主義の見本みたいな奴」と毛嫌いしていた。事件解決後、父親と共にアメリカで暮らすことになる。
ニコライ・ソローミン
電子工学の権威である科学者。ソ連邦崩壊後に中東の独裁国に流れ着き研究を悪用されそうになったため、自由を求めて「UB」の助けを得て脱出した。町に来てすぐ持病の心臓発作で倒れるも東京の病院で手術を受け、1ヵ月後に退院して息子と共に新天地アメリカに旅立った。
大佐
中東の共和国「X国」を支配する独裁者。超電磁波発生装置を悪用した「シールド計画」の研究をソローミン博士に強要するが、脱出と追手の捕縛を一手に引き受けた「UB」により部下が捕縛されたことを知り、父子を連れ戻して計画を進めることを断念した。
田辺悟（たなべ さとる）
本名は「ウィリー・チェン」。X国特殊工作員。20歳。香港生まれ。コードネーム「赤い砂」。大佐の命令でアレクセイを捕縛しようと緑ヶ丘高校に潜入するが、町自体が「UB」の罠であったため、援軍の仲間と共に捕縛された。
モロフ
「DUTY4：ハード・ホリディ」で、自身のポストを狙う政敵に拉致されたロシア共和国の大統領。大学で日本語を専攻したため、通訳がいなくてもコミュニケーションには問題は無い。
佐々木裕二（ささき ゆうじ）、北村（きたむら）
ミリタリーオタクの男子生徒2人組。北村は愛称「キタ」で、2人揃って「キタとユージ」と呼ばれる。公園で篠塚が倒したテロリストの銃器を持ち帰ってしまい、それを返そうと北海道に向かうもロシア大統領を拉致した一味に捕まり、大統領救出のついでに篠塚に救われた。
総理大臣
「DUTY5：No.4」で武装テロに苦慮する日本政府のトップ。官房長官、公安委員長、統合幕僚長を招集し、最悪の事態が起きた場合の対処を検討させる。その一方で、内閣調査室に総理の名の元に「UB」に救援依頼をする。
内閣調査室室長
鈴木の上司。
ジョゼフ・スタイン
総勢10名で日本政府を脅迫した武装テロ集団「FF」のリーダー。「UB」の軍事衛星（No.4）により切り札であるトマホーク搭載のタンカーを破壊され、戦意喪失状態で機動隊に逮捕される。
鈴木（すずき）
テロ組織が籠城する海沿いの高校に潜入した「内閣調査室」のエージェント。北高バスケ部の顧問と称して潜入するが、「FF」に取り囲まれて人質の一人となる。正体がバレて暴行を受けてバスケ部員が処刑されそうになるが、UB所有の軍事衛星がタンカーを破壊して事件を解決する様を目撃し、困惑を抱いて篠塚が去るのを見送った。
竹下修（たけした おさむ）、宮下（みやした）、杉本（すぎもと）
海沿いの男子校のバスケ部のキャプテンと部員。その他19名の部員と教師2名と共に「FF」の人質にされる。
小泉瀬里加（こいずみ せりか）
「DUTY6：約束」で、清華女子高等学校に通う17歳の少女。東京都下××公園熱帯植物園で50年以上も前の上官の命令を守り続ける高森元軍曹と知り合う。
高森栄太郎（たかもり えいたろう）
「DUTY6：約束」で、上官の命令を守って金塊を隠した場所を記した地図を守っていた。
溝口（みぞぐち）
ジャングルで離れ離れになった高森の元上官。地元の住人に救われ、50数年ぶりに高森と再会し任務という名の過去から彼を解放した。
嶋田良一（しまだ りょういち）
「DUTY7：メッセージ」開始以前、慎悟の誕生日に事故死した彼の幼馴染。愛称は「シマ」。慎悟とは産まれた病院も一緒だった。カメラマン志望で両親に反対されるが、憧れのカメラマンに弟子入りして渡米することになり学校を辞める決意を慎悟に告げた。しかし、突然のことにパニックに陥った慎悟と喧嘩になってしまい、その直後に交通事故死した。実は、銃犯罪撲滅に尽力した政治家が殺された事件で、偶然にも犯人（竜童）を撮影してしまい、口封じのため竜童に追われて、トラックに撥ねられて死亡した。
沖縄の親戚に引き取られて雪とは無縁の生活を送った慎悟に富士山の雪を誕生日にプレゼントしようと彼の誕生日に富士山に登り雪を持ち帰ったが、竜童に追われ証拠写真と共にロッカーに隠して慎悟に直接渡せぬままこの世を去った。第3シリーズの「Mission8：episode15」冒頭で慎悟が死線をさ迷った際、夢の中に彼の両親と共に登場した。
森田まさよし（もりた まさよし）、佐野裕一（さの ゆういち）
慎悟のクラスメイトで、亡き良一に次ぐ友人たち。調子が良くて軽率な側面がある。篠塚の計画で彼を連れ帰るのに利用されるが、1年後、何があったかは不明ながら篠塚を捜すべく旅立つ慎悟を見送ることになる。篠塚は死んだと思い込まされていたが、騙されていたことに気づいた後は慎悟のために情報収集に努めて篠塚捜しを助けた。その1年後、「DUTY00：帰京」で一時的に帰京した慎悟に再会した際には、森田は志望校全滅で予備校生、佐野は辛うじて大学生となっていた。森田は「DUTY17：夜明けの道」で篠塚らしき人物に助けられた話を予備校仲間の純から聞き、彼を慎悟と引き合わせる。
竜童（ロントン）
香港仔の出身で、アメリカ在住の中国人。暗殺組織「タイガース・アイ」のスナイパーで、世界でも五指に入る殺し屋。「DUTY7：メッセージ」で、慎悟の議員狙撃の瞬間が撮影してしまった嶋田良一を事故死に追いやり、写真を渡されたと考えた慎悟を狙う。しかし、隠し場所に気づいた慎悟から証拠写真は篠塚の手に渡り、おびき出した慎悟に逆に敗れた挙げ句に「UB」に捕縛された。
酒井桃子（さかい ももこ）
「DUTY8：冬の情景」に登場した「習和女子」に通う少女。愛称は「モモ」。父親が母親の臨終に間に合わなかったことで父を責め、それがきっかけでグレる。浩二とつき合い渋谷を遊び歩くようになるが、自身の誘拐を捏造した篠塚により父親の心を知り、和解した父親と共にカナダに渡った。
比野浩二（ひの こうじ）
チーマーのリーダー。桃子の彼氏。横浜のマンションに一人暮らし。30人の仲間がいるが、交流のあるグループに協力を頼んで80人ほどは動員可能。仲間を倒されて逆上して篠塚を痛めつけようと追いまわしすが、アメリカ海軍の潜水艦でアメリカに強制連行され、仲間と共に海兵隊に放り込まれる。
ロー・ウーフェイ
「DUTY9：闇夜の虎」で、初めて「UB」の手を逃れた爆弾使い。竜童の弟。香港マフィア「白龍（パイロン）」が潰されたことをいち早く察知し、仲間のメルとヤンを見捨てて捕縛のためのUBメンバーの到着前に逃走した。地下に潜伏して仲間を作り、日本に舞い戻って慎悟を追いつめ、「DUTY12：果てなき日々への追憶 (4)」で自爆に巻き込んで篠塚を殺そうとするが、それを予期して逆に慎悟を捨てるために利用した篠塚に捕縛された。両親と弟たちは流行り病と暗黒街の抗争等で相次いで死亡して長兄・竜童との2人きりと当時は思われていたが、実はすぐ下の弟が生き残っており、「煌龍」の幹部・劉であることが第1シリーズの終盤で判明する。慎悟と篠塚の情報も弟に伝えていた。
メル・クオファ、ヤン・チーファン
ローと共に「白龍」に所属するデータの無いルーキー。竜童の依頼人である裏社会の有力者が次々と捕縛されたため、消息を絶った彼が敵の手に落ちたことを察した幹部により竜童捜索に派遣された。イックと入れ替わった篠塚により「白龍」の本拠地を潰され、自分たちも校内で捕縛された。
白河明穂（しらかわ あきほ）
「DUTY10：アテネ」で登場した「聖（セント）ヘレナ女学院」高等部2-Eの少女。N.Y.を傷心旅行中に「K国の潜入工作員を一網打尽にする」というNo.7の計画に巻き込まれてしまい、No.7の個人的な依頼を受諾した篠塚が慎悟の警護はイックに任せ、自身は「聖ヘレナ女学院」に潜入して転入生「篠崎桂」として警護した。父親は大蔵大臣を3度も務めた大物政治家で、次期総理候補と目されていた。元彼（高弘）のせいでかなり歪んだ精神状態に陥っていたが、篠塚の派手なパフォーマンスで何とかプライドを取り戻して貰い、次第に明るい性格に戻っていった。
三杉高弘（みすぎ たかひろ）
外交官のドラ息子。大臣の娘というブランドに目をつけ交際して弄ぶが、秋穂の父が大臣でなくなった時に別の女に乗り換えた。
ワイマール
「DUTY10：アテネ」で、アメリカ海軍に入り込んでいたK国の潜入工作員。軍での階級は元帥。ペンタゴン入りして30余年、K国に情報を届けていたがNo.7の罠に嵌まり正体を暴かれてしまう。明穂を盾に「UB」を蹴散らして逃亡を図るも篠塚に銃口を向けたことで慎悟の怒りを買い、倒れた部下の拳銃で慎悟に左肩を撃たれ「UB」に捕縛された。
アネット
第1シリーズの「DUTY00：〈番外編〉THE SECRET ANGELS」で、ハイジャックされた国際線303便に搭乗していたスチュワーデスだった。愛称は「アン」。当時11歳の篠塚が他2名のUBメンバーと共に解決したハイジャック事件で、自分たち乗員乗客と303便は救われた。事件解決後にスチュワーデスを辞めた。5年後、恋人ニックと暮らしている。幼い篠塚を男の子だと思い込んでいたため、成長した彼女が同性の少女だとは知らない。
ニック
アネットの恋人。回想を挟んだ最初と最後に登場し、アネットのために美味しいディナーを作ろうと奮闘する。しかし、アネットの「期待しないで待ってるわ」との発言から他の家事はともかく料理は得意ではない模様。
イブン・カセム
中東の国コーダンの首相の息子。隣国サダンと敵対関係により戦争の一歩手前の膠着状態にあったが、303便に搭乗してロス留学の名目でアメリカの仲介による平和条約の調停に向かう途中、平和を壊そうとする自国のテロ組織5名のハイジャックに遭遇した。
ニコラス・オマリー
アイオワ州の小さな田舎町の警察署に務める捜査官。児童30人とスクールバス失踪事件の捜査主任。
コリンズ
ハイジャック事件を担当するFBI捜査官。
無名の夫婦
「DUTY12：果てなき日々の追憶」で、S県の山奥で農家を営む。昔、山で怪我をした際に慎悟の父に救われたため、感謝の念を抱き続けて息子の慎悟も大切に思っている。恋心と別れの軋轢に疲弊した慎悟を快く迎え入れ、危険に晒さないためにと篠塚により温泉旅行をプレゼントされて彼女の影武者と共に旅立った。
エリック・バートン
「DUTY13：星条旗の下（もと）に」に登場し、ロスで一旗揚げようと郷里を旅立ち、通りすがりに就任前のジョンソン大統領を拾った田舎の青年。無鉄砲。ジョンソンを拾った直後、彼を護衛すべくヒッチハイクを装った篠塚に遭遇する。後にロスで店を開く。
ロバート・ジョンソン
アメリカ合衆国の現大統領。愛称は「ボブ」で、気に入った相手には「ボブと呼んでくれ」と言いたがる。夫人には「子供っぽい」と言われがち。実は「ケネディの再来」と呼ばれる政治家。有言実行型。選挙の公約兵器削減を掲げて既に中国の約束も取りつけていたため、当選すれば、中国との相互武器輸出削減計画を実施すると明言しており、大統領になる前に抹殺を企んだ軍産複合体と癒着した政敵の差し向けた実行部隊に命を狙われる。拉致されるも自力で逃亡し、砂嵐の中をロスを目指すエリックの車の前に飛び出して助けを求め、彼には謎のホワイトカラーの男性だと不審がられた。篠塚により実行犯を処理され、無事に新たなアメリカ大統領としての職務に臨む。顔出しは「DUTY13：星条旗の下（もと）に」だけであり、それ以降は登場しても顔の上半分は隠される。
第4シリーズは、No.7が晩餐会に出席することを条件に「JBF」の壊滅のために「UB」に協力し、ペルシャ湾に展開していた第5艦隊の半数を物資輸送とNATO同盟国への寄港という名目で北上させ、極秘で世界各国のトップに働きかけて各々の艦隊を同じ目的地に向かわせる。
ダン・マシュー・ヤマモト
アメリカ連邦捜査局FBIの無能な捜査官。「DUTY14：LEVEL4」に登場。日系三世で、日本が何処にあるかも知らない。ベビーフェイス（童顔）で「ベイビー・ダン」と呼ばれるのを嫌う。組織からの足抜けを決意した親友ジョニー・ヤンを迎えに空港に出向いたが、彼の裏切りを知ったボスに奪われてしまう。女性を蔑視しており、男性にしか見えなくても女性の篠塚を毛嫌いして主導権を握ろうとするが、能力の差から結局は篠塚に仕切られてしまう。最初にジョニーが捕らわれていた場所に一人で乗り込んだ篠塚を追おうとしたが、彼女をサポートするイックとNo．23に阻止される。
ジョニー・ヤン
ダンの親友で、マフィアの幹部に成りあがった男。本名は「楊一飛（ヤン イーフェイ）」。生まれ育った山奥の村が謎の伝染病で全滅し唯一生き残るが、その伝染病こそが篠塚が阻止しようとするパンデミックの原因だった。
部長
ダンの上司。大統領命令で篠塚をダンに引き合わせ、狙う価値が無いことが理解できずに篠塚がジョニーを狙う敵のスパイだと思い込んだダンに命令書を見せて誤解を解く。ダンの嫌う「ベイビー・ダン」を口にして、唯一、ダンが反撃できない存在。
王水徳（ワン ヨントー）
マフィアのボス。ビバリーヒルズに屋敷を構えている。麻薬や銃を密輸密売を行っているが、表向きは貿易商を営む善良な市民を装って証拠を掴ませないため、FBIは裏の顔を知りながらも逮捕できずにいた。ジョニーの裏切りを察知してダンの目の前で拉致するが、パンデミックを阻止しようとする篠塚がジョニーを必要としたため、女好きを利用され、捕縛されて組織は壊滅した。
田辺奈々（たなべ なな）
アメリカの男優マリオンにイカれる女子高生。「DUTY15：寒冷前線」に登場。ある夜、わざと捕まる予定の篠塚と追っ手らしい男たちの戦闘に巻き込まれ、オスカー像に化学兵器「コールド・ブラッド」に隠して盗んだ某国の軍情報部に拉致されるが、篠塚に救われる。
マリオン・ディー
アメリカの男優。半年前から来日が決まっており、オスカー賞受賞を機に日本を堪能する予定だったが、オスカー像を化学兵器の容器に悪用した某国軍情報部の暴走により失意のどん底に突き落とされる。
岩田（いわた）
「DUTY16：新たなる旅立ち」に登場した防衛庁職員。愛称は「岩（ガン）さん」。篠塚の手掛かりを得ようとUB日本支部の近くにある「防衛庁」に通う慎悟と知り合う。「UB」の五桁メンバーである山村一平（No.10001）とは飲み仲間だが、彼が秘密組織のエージェントだとは知らない。銃の密売組織に事故に見せかけて襲われた山村を病院に運んだ。
琴音（ことね）
「DUTY17：夜明けの道」で、下級生の女子生徒に心変わりした恋人トールに裏切られて傷ついた少女。早春の雨の午後、それぞれに悩みを抱える幼馴染四人組との卒業旅行で山の別荘に向かう途中、車の前に飛び出して来た少年（篠塚）に遭遇し、少年と逃亡を図るテログループの残党との戦いに巻き込まれるる。当初は女顔の少年だと思い込んでいたが、着替えの際に同年代の少女であることを知る。
純（じゅん）
琴音の幼馴染。エリートの兄にコンプレックスを持ち、受験に失敗した。後に「DUTY00：帰京」で慎悟の元クラスメイトの森田と同じ予備校に通い、合コンで早春の山のテロ事件の話を森田に請われて話したことで知らずに慎悟に希望を与えた。
高志（たかし）
琴音の幼馴染。医者一家の一人息子で大学の医学部受験に失敗するが、本当はマスコミ関連に進みたいのを言えず、親と喧嘩することも出来ない。
鈴子（すずこ）
琴音の幼馴染。琴音には「りんちゃん」と呼ばれる。30年も連れ添った両親が離婚することになり、人の心なんてあてにならないと荒んでいた。
畑野（はたの）
「DUTY18：幻想の森」でキャンプに参加した男子生徒。女子メンバーが篠塚に夢中になったため、少女だとは知らずに彼女たちを誘惑した形になった篠塚を敵視し、炊事場で彼女に嫌味を言うも不機嫌で挑発してきた浅見と喧嘩になる。
ゴードン
武器商人。浅見の参加したキャンプの近くの森に墜落したヘリコプターに載せられたジェットエンジンの設計図を商売に悪用しようと部下に命じて捜索していたが、一般人だと思い込んだ篠塚に捕縛され、彼女が「UB」のエージェントだと知り愕然となる。マツダや部下と共に捕縛されて組織も叩き潰され、描写はないものの篠塚が浅見の高校に潜入した理由である残党も「DUTY19：Ω－オメガ－V」までに捕縛された模様。
マツダ
ジェットエンジンの設計図を盗み出し、ゴードンと取引をした人物。エンジンを開発した企業の人間だが、裏切って金儲けを企んだ。フロッピーディスクやMOに一つにすることは危険だと判断し、特殊なインクで複数枚の用紙にコピーしてゴードンに渡そうとした。
内田（うちだ）
「DUTY19：Ω－オメガ－I」に登場した不良グループのリーダー。代議士の息子。浅見を目の敵にしており、心臓の悪い弟をネタに要を脅迫して夜の工場現場に浅見を連れて来させようとするが、チャイニーズマフィアを装った篠塚に銃撃され、仲間と共に逃げて以降は姿を見せなくなった。
仲村真（なかむら まこと）
「Ω」の仲村要の弟。先天奇形の心臓を抱えて容態は一進一退を繰り返すが、手術しても助からない可能性が高いため、要も両親も手術に踏み切れずに苦しんでいた。「DUTY19：Ω－オメガ－II」で篠塚が機密資料の最後の一枚と引き換えだと突きつけたことで浅見が観念したため、成功率90%を誇るドイツの心臓外科医の手術を受けることが叶い晴れて健康を手に入れた。
リカ
合コンの男性メンバーのお目当ての女性。松田に殴られそうになったのを慎悟に助けられる。
大森みちる（おおもり みちる）
「DUTY20：赤の要塞」でロシアを旅行中、ロシアンマフィアの下部組織に誘拐されてしまった少女。櫂名の妹。祖父を普通の人間だと思い込んでいる。
東郷平四郎（とうごう へいしろう）
櫂名の祖父。68歳。日本でも有数の企業体「東郷グループ」の中心人物で、実質上のトップである。一人娘・伸子の子供である孫が櫂名とその妹みちる。
ドミトリィ・アルシコフ
ロシア海軍の大佐。櫂名の妹みちるを誘拐した犯人グループの黒幕。故国の経済悪化により軍部から武器の垂れ流し状態を利用して密輸で利益を得ていたが、第三国への流出を防ごうとした「UB」により密輸の商品である武器の供給源を仕切っていた自身のシンジケートを潰されて財政難で壊滅寸前となったため、東郷を狙い孫娘を残党のマフィアに誘拐させて日本円15億を身代金として要求した。
駐日ブロジニア大使
「DUTY21：迷路の出口」で人質にされた人物。ブロジニア国の現国王の次男。「失われた王宮展」でスピーチをすべく会場を訪れ、ブロジニア国のテログループ「黒い蛇」に囚われる。一旦は「UB」により解放されるが、篠塚を信じ切れずに戻って再び捕らわれてしまい、彼女を救おうとした慎悟に助けられる。
ラ・ウー・グン
「DUTY22：アジアの風」に登場した、東南アジア某国の軍のトップ。階級は将軍。アイリーン（No.10）曰く「カマキリのように冷酷」。8人の妻がおり、「UB」のエージェントとは知らずに「ルーウェン」（篠塚）を9人目の妻に迎えようとした。悪事を重ねすぎて選挙では国のトップになれないため、大統領を辞任に追い込んでクーデターを起こそうと企んで大統領の娘リリナを拉致しようとするが、No.10が入れ替わっているとも知らずに「UB」の罠に嵌まって捕縛される。
「DUTY23：白の里」で表向きには失踪したため、残党が行方の手がかりとして浅見と仲村を狙うが、察知していた篠塚たちに捕縛される。
原口総一郎（はらぐち そういちろう）
元科学者の教師。写真部の顧問なのに何もせず、難癖つけて生徒に負担を強いる。妻クローディアの協力で、自身のクローン人間を作り出してしまう。そのクローンに「総太」と名付け育てるが、事実を知った各国諜報部等に狙われた。
原口総太（はらぐち そうた）
原口が妻の協力で創ってしまったクローン人間。襲われた際に死亡したと原口には思われたが、実は生きていて「UB」に情報を提供して数年ぶりに父との再会を果たした。
キャシィ・ウイークス
「DUTY25：青い日々の目次」で、体に爆弾を巻き付けられた14歳の少女。アメリカ上院議員ハワード・ウィークスの一人娘。爆弾を外された後、篠塚の頬に感謝のキスをするが、少年だと誤解していた。
ハワード・ウイークス
アメリカの上院議員。愛称「ボブ」。麻薬撲滅運動の先駆者でカナン逮捕にも大きな力となった人物だが、それが原因で娘の命を盾に脅迫される。前大統領に「UB」が動いてくれたことを聞かされるが、懐疑的だった。
前アメリカ大統領
愛称「トム」。フルネームは不明。「DUTY1：始動」で弥生の協力を必要とし、「DUTY8：冬の情景」で篠塚の要請により女子高生に会い、「DUTY00：〈番外編〉THE SECRET ANGELS」で空港に詰めるオマリーやFBIに「UB」の特殊工作員が潜入したことを連絡したのは、このトムである。
ジョン・ヘイワーズ
キャシィが通う中学校の校長。米軍特殊部隊に捕縛され、ペンシルベニア州の州立刑務所特別房に収監された麻薬王「カナン元帥」の釈放を要求するテログループの表向きのリーダーである。
ジェーン・ロイス
中学校の女性教師。実はテログループの真のリーダー「R」で、カナンの娘。
グリロ
「DUTY26：青い日々の追憶」で、極東ロシアの寒村ルマフ村に住む老人。化学兵器「R&B（レッド アンド ブルー）」の毒の一部に蝕まれ、青い斑点が体にある。
コースチャ、アーニャ
グリロの孫である幼い兄妹。実は従兄妹同士で、コースチャは「R&B」の運搬を手伝わされた挙げ句に惨殺されたグリロの息子夫婦の一人息子であり、アーニャはコースチャの父親の妹の娘である。篠塚らと仲良くなりNo.21を慕うが、彼の死の一因ともなった。
照美（てるみ）
「DUTY27：秋のファンタジー」で、篠塚と同じバスに乗り合わせた少女。愛称は「テル」。嫌なことを嫌と言えずに周囲に都合良く扱われ、合コンの数合わせに呼ばれるもキャンセルするはずだった少女ミコが目当ての男子高生が出席すると知って来てしまい、用済みで追い返されてしまう。帰りのバスを乗り間違えてしまい、指名手配中の某国の元国王を捕縛しようとする篠塚の戦いに巻き込まれた。
大野（おおの）
帰りのバスで照美と乗り合わせ、一目惚れした男子高生。
橋本良太（はしもと りょうた）
「DUTY28：ヒーロー」で、クラリア王国の王女を誘拐したテログループに殺されかけたオタク少年。蕎麦屋の息子。同じ高校のモトクロス部員の少年たちに「ポジティブオタク」と呼ばれる。クラリア王国の幼い王女が誘拐され、その王女を大好きなSF映画「スタークロス」のサーシャ姫と混同して救おうとするが、現実と想像の違いは厳しく殺されかける。篠塚に救われるも表に出られない彼女に代わりヒーロー役を押しつけられる。
SF映画「スタークロス」の大ファンで、山の中の小屋で憧れのヒーローになったつもりで、敵を戦いの末に倒したつもりの遊びをしている。テロリストに遭遇し、通報を頼んだ「ドゥーイ」は実は趣味のチャットで彼を安全な方向に誘導しようとするイックだった。
ロジャー・ディヴァンス
クラリア王国の王女を誘拐したテロリスト。誘拐集団BZとテロ組織BBの中心人物で、ヨーロッパ出身でアメリカ国籍を持つ。篠塚により仲間と共に倒され、彼女に言われて良太にやられたと供述した。
王女
裕福な王制国家「クラリア王国」の第一王位継承者。国王が高齢になってから誕生したため、まだ幼い少女。
宮地保（みやじ たもつ）
「DUTY29：バスの乗客」で、総理大臣の生家が隣接する「S町」にあり、来日したアメリカ大統領ジョンソンが夫人と共に滞在するという一大イベントが原因で大統領暗殺計画に巻き込まれてしまう。正体を知らずに「篠原」と名乗る篠塚に好意を抱くが、自身とテログループを除くバスの乗客乗員が秘密組織のメンバーだと知り、驚きつつ救われる。事件解決後、二度と会うことはないとわかっていても篠塚の姿を捜してしまう。
西原亮（さいばら りょう）
「DUTY30：ひねくれシンデレラボーイ」で、万引きを止めた慎悟に惹かれて自宅に連れて来た高2の少年。事故で両親を失った後、万引き等の犯罪行為を未遂ながら働き憂さ晴らしを繰り返していた。テロ未遂事件を経て、自分より楽に生きていると決めつけた慎悟が想像もつかない世界に生きていることと自身を慈しむ叔父の本心を悟る。
西原（さいばら）
亮の叔父。出来の良い兄である彼の父親にコンプレックスを抱き見返そうとしていたが、亮の想像とは異なり、兄の忘れ形見である甥を心から慈しんでおり彼を立派な跡継ぎにすることでリベンジしようとした。亮を息子と呼んで身を挺してテロリストの銃口から守り、事件解決後に亮と和解した。
西原隼人（さいばら はやと）
亮の叔父の息子で、亮とは従兄弟同士。アホのふりをし、亮が受け継ぐ遺産を横取りしようとする強欲な人間を演じて父親の「亮を跡継ぎに育て上げる」という計画に協力していた。
ムハマド
アラブのある国の王位継承者。日本滞在中を反対派に命を狙われるが、彼の一族は西原物産の前社長とは親しかったため、その息子の亮に会うのを楽しみに危険を冒して晩餐会に出席した。万が一暗殺が成功すると世界経済が破綻の危機に直面するため、篠塚の指揮の元、イックがテロリスト達を迎撃し、No.33率いる「UB」の一群が周囲を固めて守り抜いた。
徹・M・キンドル
「DUTY31：border」で、ペンタゴン他複数の国家機関のコンピュータを破壊し、テロで両親が死んだことに対する憂さ晴らしをする12歳のハッカー。メガネ少年。表の愛称は「トゥルー」、裏の名前は「c.c.border（ボーダー）」という犯罪者。アメリカに怨恨を抱く人物が軍の中枢に侵入してアメリカ全土の核ミサイル保有基地に指令するメインコンピュータに発射命令をセットして自殺したため、テロ組織が結託して解除しうるハッカーのリスト入り100名の暗殺を企み、その一人として狙われた。自由と平和なんて幻想でしかないと思い、両親はアメリカに殺されたと恨んでいるため、滅んでしまえばいいと本気で思っている。伯父ロブと救ってくれた篠塚の存在で少しはアメリカに対する感情は改善された模様。マザコンであり、亡くなった母親の形見のワンピースを着た篠塚に母親を重ねただけだった。
ロブ・キンドル
売れない小説家。徹の父親の兄である伯父。元戦場ジャーナリストで、アメリカ批判を小説と称して書き連ねるが、甥を含めた読者にはドキュメントだと誤解されていた。少々歪んだ性格をしていて当初は子供にハッカーなど不可能だと篠塚を犯罪者扱いするが、テロ組織の襲撃と現大統領ジョンソンの説得を受けて自身の小説の影響で甥が犯罪者と化していた事実を知る。以前からのファン「WH」が実は大統領だと知り唖然とする。住み慣れた我が家を爆破されるが、「UB」により湖畔に新しくログハウス「cross the border（国境を越える）」をプレゼントされる。
王煬（ワン ヤン）
中国を中心とする暗黒街に君臨した人物。死んでもなお「煌龍」の危険性を何としても「UB」に訴え、彼らに平和のために立ちあがって貰おうと遺言ディスクを作成した。10年前に腎臓を患いその地位を退きカナダに渡って療養生活を送っていたが、腎不全のため他界した。死の直前、1本のディスクを作り「UB」に宛てて遺した。
鳴海恵理子（なるみ えりこ）
バイト先のチャイニーズ・レストラン「鳳凰楼」で慎悟と知り合い、彼に淡い想いを寄せるようになる。リッツバーグ教授の許に身を寄せた際に結城の正体を知って捕らわれるが、篠塚に助けられる。それを機に降り積もる疑問の答えが結城が敵だということに気づき、結城に騙されている慎悟を救おうと駆けつけ、連れ去られた彼を篠塚が救うから大丈夫だとイックに告げられた際、男性だと思った篠塚が実は女性で表面上は別れたことになっている慎悟の最愛の恋人だと知り驚く。事件解決後、慎悟と篠塚の絆を悟り恋を諦めた。
ジョン・リッツバーグ
「DUTY32：標的」で慎悟を助けて匿った動物学者の教授。1年の半分をアラスカ、残りの半分をワシントンで過ごす。サンフランシスコ在住の息子夫婦が仕事で多忙だからと半ば押しつけた幼い孫娘ロージィと暮らしている。孫との仲は良好である。篠塚に協力を求められ、森の中で入れ替わった。

#### 第2シリーズ / ミッション・ブルー
一ノ宮沙耶（いちのみや さや）
「MISSION1」に登場。旧日本軍に命じられてプルトニウム239を作り出してしまった白河英二郎の曾孫。小学4年生の時に母親が病死して以降、心を閉ざし、再婚して新しい家庭を持った父親と新しい母親との同居を拒みマンションに残り一人暮らしを選ぶ。周囲のイジメに遭い元からの孤立気味から深刻な孤立に陥りながら、周囲を蔑んで一人でいることを満喫していた。英二郎が作ったプルトニウム239を狙った南米の武器密輸組織「カシャサ」に襲われるが、篠塚が事件を解決した後、曾祖父の屋敷に飾られた肖像画の母親の衣服がが篠塚の探し物の手がかりだとわかる。
白河英二郎（しらかわ えいじろう）
沙耶の母方の曾祖父。高齢で、病に倒れて意識不明の重体になる、いつ容態が急変するかわからない身。第二次世界大戦の末期、旧日本軍の命令で兵器開発を行う研究所の所長を務め、完成の一歩手前で終戦を迎えた「プルトニウム239」は軍により国外に隠蔽された。関係者が老いや病などで他界する中で秘密を知る唯一の生き残りとなった。危険に巻き込むまいと妻と離婚して娘とも離れ離れになるが、沙耶の母親である孫が誕生し、いつ死ぬかわからぬ不安と肉親の情に負けて曾孫に莫大な財産を渡したいと願い、名乗りを上げてしまったことで沙耶が「カシャサ」に狙われる原因を作ってしまう。倒れる前、「UB」に曾孫・沙耶の警護と「プルトニウム239」の処分を依頼した。隠し場所を記した地図のマイクロチップを沙耶の亡き母に託し、彼女もまた一度も着ることもなくその衣服をタンスにしまっていたことから、詳細は知らないまでも沙耶の母親は大切に預かっていた模様。
宮崎大介（みやざき だいすけ）
沙耶の幼馴染。小学校のころから一緒で、母親の死以来、心を閉ざしクラスで孤立気味だった彼女を案じ続けていた。しかし、沙耶を苛める女生徒達に挑発されて思わず、篠塚の性別のことを口走って沙耶を傷つけてしまう。鈍感で、薫の自身に対する恋心に気づかない。
田島薫（たじま かおる）
大介に想いを寄せる少女。自身の想いに気づいて貰えず、嫉妬から沙耶に対する友人のイジメを見て見ぬ振りをしてしまうが、やはり間違っていると謝罪して沙耶と友人になった。沙耶と共に「SOF」に誘拐されてしまう。
カシャサ幹部
年配の男性。軍に所属していた若いころ、信頼する教官から「UB」が大使館占領事件を解決した経緯を聞かされており、「UB」が動いていると知った時点で「カシャサ」は終わりだと確信して内部告発に踏み切る。イックと交渉して引退と引き換えに身の安全を保障してもらい、余生はアメリカ在住の娘夫婦の許で孫と静かに暮らすことにした。
教官
組織を見限った幹部の軍時代の教官。特殊部隊の精鋭で怪我が原因で一線を退き、某国の大使館を占領したテロリストを一掃して人質を救出した「UB」の活躍を目撃した。
武田修一郎（たけだ しゅういちろう）
「MISSION2」で数年前の事件と、謎の少女「篠原桂」に想いを告げることなく一週間で終えた初恋の日々を回想する人物。市立緑ヶ丘第一中学校に在籍していた中3（15歳）のころ、転入生として中学校に潜入し、日本の学校での初めての任務に臨む14歳の篠原（篠塚）と知り合う。「UB」に保護された父親の持つ証拠のテープはそのままでは使えず、補正して完全にするまでの一週間を守ると告げられるが、父親に対する人質として狙われていると警告する篠塚を拒絶し、三井たちを巻き添えにしてしまい、父をおびき寄せて殺害を企むナミリアの暗殺実行部隊に拉致される。殺されることを覚悟の上で駆けつけた父親の心情を知り、「UB」のエージェントであることを明かして敵を倒した篠塚に救われた。恋心を精神的に幼い篠塚に気づいて貰えぬまま、任務終了により実行部隊を一掃した翌日に彼女が去ったことで失恋した。
武田修（たけだ おさむ）
修一郎の父。ジャーナリスト。妻と息子を愛しているが、家庭を顧みずナミリア共和国の暗殺請負政権摘発に没頭して外務省より修一郎たちの許に行方不明の通知が下された。現ナミリア政権を告発しようとした矢先、内紛に見せかけた爆破テロで仲間を爆殺されて一人だけ生き残るも重傷を負う。密かに「UB」に保護されたが、自身では保護されたことを知らない。どうせ忘れられていると逃避していたが、妻子を踏みつけての正義など意味がないことを悟り、息子が拉致されたことを携帯に連絡を受けて駆けつける。証拠のテープは「UB」によりすり替えられていたが、敵のノートパソコンでそれが判明するまで気づかなかった。
三井（みつい）
修一郎を高く評価している高校生。修一郎と一緒に拉致される。そんな彼女に惹かれるも普通ではないことを察して深入りを避けていた。
遠藤美樹（えんどう みき）
番外編「EXTRA MISSION〜慎悟の日常〜」で、ゲームセンターでバイト中の慎悟の前に現れた「清和一女」に通う少女。男遊びがステータスと彼氏にも言われるほどで慎悟を弄んで捨てようと企んで近づくが、拒絶されてしまう。それを根にもって彼氏のトシに頼んで痛めつけて貰おうとするが、返り討ちで彼らは倒され改めて本気で惚れてしまう。2人組の先輩おっかけと和解し、自身もおっかけと化す。
アラム・アーレイ・アージェリア
西アジアのダージェ王国の皇太子。「MISSION3」に登場。16人兄弟姉妹の末子で、王位継承権を有する第6王子。5人の兄王子全員が病気や事故に見せかけて叔父に殺されたため、王位に無縁の筈が繰り上がって次代の王に決定した。母国の法律では満18歳を成人と定めており、1ヵ月後の誕生日を迎えたら即位することが決まっていて、国元では20人の花嫁が待っている。囚人扱いされたと周囲を恨んでいるが、それで逆に守られていたことに気づいていなかった。即位前の往復を除く1日だけの日本をせめてデート気分で堪能しようと女性の護衛官を希望していたため、当初は男性にしか見えなくて篠塚を嫌悪するが、彼女が女装した途端に惹かれ帰国間際に求婚するも断られる。
サジ・ザイム
ダージェ王国の国王の弟。アラムの叔父。反米主義者で好戦的。近年見つかった石油と天然ガスにより急速に発展した故国の富を手中にすべく甥を暗殺して王位に就こうと企んだ。王位継承権を有するアラムの兄弟達を暗殺し、最後の1人であるアラム暗殺を確実にしようと暗殺組織「ブラックドラゴン」に依頼し、日本観光を楽しむアラムを狙う。しかし、「UB」が立ちはだかったため、組織は壊滅し自身もダージェ国内のUBメンバーに捕縛された。
岡本（おかもと）
「MISSION4」と後日譚である番外編「白い森の追憶」で、伯父の所有するペンションの一つを任された雇われオーナー。22歳。暴走族「関東暴走連合」の元総長。暴走族から足を洗って山で暮らすようになるが、たまに昔の総長時代の癖が露出する。季節外れの山奥のペンションに逗留する奇妙な客・篠塚の「昼過ぎに出かけて夕食を挟んで再び外出し、一晩中夜の山を散歩して朝方に戻り昼まで休む」を毎日繰り返す不審な行動に疑問を抱く。篠塚のためにお別れパーティーを開いた夜、2人組の仲間が廃ホテルに入ってしまったことを知った篠塚と共に廃ホテルに足を踏み入れるが、世間を騒がせるテロリストのルーディン・オークと武器密売グループに捕まってしまう。篠塚を「俺たちの姫」と呼んで守ろうと行動を起こすが、脱出に失敗して追いつめられたところ、篠塚がオーク一味を一掃し、逆に自分たちが守られ救われた。迎えのヘリに乗って朝焼けの海に去る篠塚を見送り、彼女は「姫」ではなくて「戦士」だと悟る。
後日、近場にスキー場が出来たことでペンションを訪れる大勢の客で賑わう後日譚「白い森の追憶」で吹雪の中を廃ホテルに入り込んだ2人組を客を捜しに来てアフターケアのセクションのUBメンバーに遭遇する。篠塚との出会いを機に「奇跡」が口癖になっている。
ユースケ、ケンジ
暴走族時代の特攻隊メンバー。つい、口癖で岡本を「総長」と呼ぶことがよくある。番外編「白い森の追憶」にも登場。
マツ、デコピン
ユースケたちと同じ元特攻隊。「MISSION4」のみに登場。冬の番外編にもペンションに来たがったが、ユースケたちで人手は足りたので未登場。
ルーディン・オーク
テログループ「ダガ」のリーダー。アメリカや欧州の主要都市でテロ活動を行い国際指名手配中のテロリストだが、岡本のペンションの近くの廃ホテルに潜伏しており、東京駅爆破を計画していた。しかし、駅の仲間はイックの指揮で捕縛され、自身も客としてペンションに滞在して調査していた篠塚に倒される。
男性従業員
番外編「白い森の追憶」でペンションで働く青年。
ミハイル・ウスチノフ
「MISSION5〜試練の冬〜」で、妻を死なせた病原菌（風邪）を撲滅すべく研究していて偶発的に殺人ウイルスを作り出してしまう。旧友ニコルを「UB」のNo.5とは知らずに孫娘の保護を依頼し、表沙汰になる前に慎悟の献身によりウイルスは完全消滅した。一度も会えなかったことと殺人ウィルスを作ってしまったことで麻亜矢に恨まれていたが、慎悟の執り成しで和解することができた。
佐倉麻亜矢（さくら まあや）
ウスチノフ博士の孫娘。清北大学付属清北学園高等学校の女子部に在籍するハーフアップの17歳の少女。亡き祖母が日本人でハーフの母親も日本人男性と結婚して生を受けた1/4だけロシアの血が流れるクオーターで、青い瞳の持ち主。博士を釣るための餌として、「ENU（ヨーロッパ貴族連合）」に標的にされてしまう。祖母と両親を交通事故で亡くし、親戚にたらい回しにされるなどの不遇の時代を経たことで周囲を敵視し、祖父に捨てられたと憎悪していた。書店でチンピラに絡まれたのを助けてくれた慎悟に惹かれる。自由を束縛されることを嫌って、その原因と看做す篠塚に反発し、ハンスが祖父をおびき寄せるための餌として狙っていると注意されても彼に近づいてしまう。篠塚が自身の恋する慎悟を愛していると告げたことに嫉妬し、慎悟の心を無視して手に入れたいと目先の欲に駆られてハンスに加担してしまうが、慎悟や篠塚を裏切ってしまったことを後悔した。篠塚とその所属組織の情報を渡して命乞いをすることなど断固として拒む慎悟の姿に、自由を奪われても殺されても恋人をひたすらに想う愛を知る。事件解決後、初恋を諦めて自身の日常である学校に戻る。
ハンス・アレクシス・フォン・ノルトライン・ルーデンベルク
「ENU」のタラシ（ハニートラップ）担当。17歳。首魁ゲオルグの弟にしてルーデンベルク家の四男坊で、重要な局面に投入されるゲオルグの切り札。役割は「相手を取り込み、思い通りに動かす駒とすること」であり、ルックスと金と地位を活用して対象となる標的あるいは標的の異性の心を自身に向けさせて操る。誘惑するだけではなく、潜入先では原因不明の死者が多数とのこと。佐倉麻亜矢を守る組織の調査のためにメンバーに麻亜矢を襲わせ、篠塚の手際を見て一筋縄ではいかないとまずは様子見で留学生として潜入した。今までの女性と同じように篠塚を誘惑したつもりで接近し、逆に腕を切り落とされそうになる。慎悟を拉致するも頑として口を割らなかったため、情報収集は遅々として進まなかったことで山城を訪れた兄に慎悟の処刑を厳命された。その後、乗り込んできた篠塚に我が物になるよう脅迫するが敗北。篠塚が「UB」のエージェントだということを居合わせた「煌龍」の結城により知らされ、虚構だと思っていた「UB」の実在を彼女によって納得した。本来ならば「煌龍」により部下たちと共に殺害されていたが、篠塚がいたことで命拾いをし、UBドイツ支部から駆けつけたUBメンバーに捕縛された。
亡き祖父の「ENU」を伝説の「UB」のように語り継がれ恐れられる理想の組織にしたいという悲願を託され、そのために篠塚を手に入れようとする。恋する以上に夢を叶えるために頼みとなる人材として執着したが、己だけでなく兄と組織の破滅も招いてしまう。
広川（ひろかわ）
麻亜矢言い寄るもこっぴどくフラれた三年の男子生徒。仲間2人と共に慎悟に喧嘩をしかけて返り討ちにあった。
黒木隼人（くろき はやと）
慎悟のクラスメイト。「清北大学付属清北学園高等学校」男子部に在籍する生徒。女子部の生徒といちゃつくのが日課の模様。しかし、慎悟が出会ったのは彼に変装した結城だった。慎悟の最初の拉致の数日前、喧嘩による怪我で入院した際、結城に取って代わられたことが「UB」の再調査で判明。本人は消息不明。
三峰正一（みつみね しょういち）
慎悟のクラスメイト。黒木と同じく身許は確かだが、数日前、本人を含めた一家全員が突然連絡が取れなくなったことが判明。すぐに戻って来たとされるが、関係者の証言ではその日から人が変わったかのようだとのこと。実は、ハンス曰く「低俗な日本の某組織」が家族ごと入れ替わった。慎悟の拉致に成功しかけるが、「ENU」壊滅とメンバーの皆殺しを企む黒木（結城）に奪還されてしまい、本来なら厳罰に処されるところだったが、麻亜矢を操る口実が出来たことでハンスにより不問に処される。本物の三峰一家は消息不明。
斎藤勇（さいとう いさむ）、林沢和馬（はやしざわ かずま）
黒木や三峰とは違って、偽者ではなく本物の人畜無害なクラスメイト。
ゲオルグ
「ENU」のボス。組織を統べるプロイセン貴族ルーデンベルク家の家長。平民と東洋の猿（煌龍）を排除し、貴族の黄金時代を取り戻そうと活動する。優秀な末弟ハンスをいつものように派遣するが、度重なる「ENU」幹部の暗殺に揺れる組織に安定を取り戻すべく山城に赴き、常とは異なる様子のハンスに慎悟を殺すよう命じた。一旦は山城を去るが、「煌龍」が迫っていることを知り戻ろうとして殺害された。「ENU」における最後の犠牲者。
井上涼子（いのうえ りょうこ）
麻亜矢のクラスメイト。日頃から麻亜矢と不仲な女子生徒の1人。麻亜矢を護衛する篠塚に恋愛感情に近い執着心を抱きハンスに利用されてしまう。
無名の青年
番外編「EXTRA MISSION〜強さの秘密〜」で、名前も正体も知らずに篠塚と出会った人物。
中学2年の時、恐喝の繰り返しに悩んでいた。秋風の吹き始めたころ、不良のたまり場である学校近くの公園に呼び出されて金を巻き上げられていたが、そこに通い続ける同じ年頃の少年（篠塚）を不思議に思う。ある日の夕暮れ、外国人の男たちに囲まれた篠塚が彼らを瞬殺し、強さを隠していたことを知る。どうしたら強くなれるのかを尋ねると篠塚は「守りたいと心から思うモノを作ればいい」と答えて二度と公園に現れることはなかった。それ以降、いつしか恐喝に遭うことはなくなる。数年後、佐倉麻亜矢の護衛任務に赴く篠塚と東公園駅のホームでお互いにそうと気づかずにすれ違う。篠塚に再会できたらお礼を言いたいと思っているが、彼女を男性だと思っていて名前も知らない。

#### 第3シリーズ / レッドスクランブル
アンジー・バートン
フリー・ジャーナリスト。「Mission1」で、テロ組織「R・R」のボス「ネロ」の独占インタビューに指名された。野球が好きで「ヤンキース」のファン。山間の村を目指す途中、砂漠地帯で盗賊団の襲撃に遭ったところを、地元のガイドであるコウ（篠塚）に救われ、コウを雇った傭兵部隊と同行することになる。待ち伏せされて傭兵たちと共に窮地に陥るが、正体を明かした篠塚により救われる。現地の女性がガイドについてくれるという話は冒頭でアメリカ兵から聞かされていたが、篠塚を少年だと思い込んでいたため、女装するまで彼女が女性だと気づかなかった。「R・R」壊滅後、残党一掃を速やかに遂行するには囮が必要だと理解して「UB」に協力した。
「Mission6」に再登場し、完璧すぎる事後処理で「UB」の存在に気づいた日野倉に警告した。最後の「R・R」の残党が篠塚が呼んだ日本警察に逮捕されて一掃されたため、囮役を終えたので日野倉に見送られて日本を去った。
アントニー・アルヴェリ
「Mission1」で、人質奪還に赴く傭兵部隊の1人。愛称は「トニー」。イタリア人。カプチーノが大好き。
グレッグ・カーター
元グリーンベレーで、一応は人質救出に赴く傭兵たちのリーダー格。現地のガイドを必要とするも危険すぎて現地の人間に拒絶され、正体不明のコウ（篠塚）を雇うが、すべてにおいて普通ではない篠塚に疑惑を抱く。
ジョン・クーガー
トニーの仲間。上官を殴って海兵隊をクビになった。
ルイ・マリー・アルノー
トニーの仲間。フランス軍特殊部隊出身のスナイパー。
アラム・アシリア
「Mission2」で、クーデターの首謀者が自身を敵視する軍司令官だとは知らないが、クーデター計画と戦争を阻止しようと「UB」により脱出ルート・偽造証明書を与えられ、ハリウッド並の変装術で欧米人「ジョン・スミス博士」と名乗り、世界に軍部のクーデターを告発すべく来日した外務大臣。
トモ、ベリ、ピーすけ
篠塚に一目惚れした「青陵女子高校」の女子高生3人組。トモは「宮原智香（みやはら ともか）」、ベリは「苺沢久美（いちごさわ くみ）」、ピーすけは本名不明。敵を罠に嵌めるためのカフェで待ち伏せる篠塚の任務を邪魔してしまったため、実行犯にトモが誘拐される結果を招いてしまう。そのため、篠塚に作戦変更を余儀なくさせる原因となった。
坂上（さかがみ）
2高の元生徒。ボクシングでインターハイの選手になったことがあるが、素行が悪くて退学処分になった。後輩と共にレイナ（No.33）に協力した。
軍司令官
アラム・アシリア大臣の政敵。大量殺戮兵器を使ってクーデターを起こし、故国をテロ国家に変えて戦争を起こそうと企む。
イワン・アントーノフ
その筋からは「暁の暗殺者」と呼ばれる男。実行犯たちとは異なり、裏社会に知られる「UB」の実在と恐ろしさを知っており、潔く敗北を認めて捕縛される。
木原武人（きはら たけと）
「Mission3」に登場した高2の少年。ある高校の2-Aに転入したが、クラスメイトの変人オタ (No.1009) と隣の2-Bに1週間前に転入してきた篠原（篠塚）に関心を抱く。ファーストレディ（大統領夫人）の誘拐を企んだテログループの犯行に巻き込まれる。全焼した隣家の焼け跡から一家3人の遺体が発見された事件で、18歳の一人娘にストーカー行為を繰り返す真犯人が有力者の息子ということで目撃証言を無視され、放火殺人の冤罪で父親を誤認逮捕されてしまう。事件解決後、自身にイジメを働いた板倉たちと秘密を共有することで友人になった。テログループが一掃された後、裏で「UB」が動いてくれたため、警察の謝罪と共に父親が帰宅した。
板倉（いたくら）
木原の父親の事情を知って仲間2人と共に嫌がらせをするクラスメイト。幾度となく嫌がらせを繰り返すが、テログループと大蔵たちの戦いの後に木原と和解した。
ハワード・リー
「Mission4」で、中国系アメリカ人の闇の武器バイヤー。周囲には「ミスターC」と呼ばれる。元CIA局員でアジア支局に所属していたが、金に絡む不祥事で解雇された後、コネを活かして武器商人になった。
ウォード
ミスターCの傭兵部隊「ブラック・タイパン」のリーダー。目的のためには手段を選ばず、その残虐な行為により潰された街や村は少なくない。ミスターCの邪魔者を消し、ボスが金とコネで揉み消すという互恵関係で結ばれていた。
ジョナ・エマーソン
篠塚に同行を無理強いし、危険な傭兵部隊に追われる彼女の重荷になってしまった少女。
ホーン、レオ
暴走族。当初、ジョナに絡んで篠塚に撃退されたことでゴーストタウンで待ち伏せするが、成り行きで深手を負って身動きできない篠塚を助けた。最終的にジョナとも友人に。
里美（さとみ）
慎悟に憧れを抱く女子高生の一人。
ミッチョ
里美の友人。スーパーヤマダに勤務する母親とその同僚から話を聞き、「カーチャンズ（かーちゃんアンド友達（フレン）ズ）情報」で慎悟の名や彼に迫る危険を里美に報せた。
青木一志（あおき かずし）
里美らと同じ高校に通う高3の不良。親戚から大臣も出ている有力者一族で、甘やかされて育った。恋人のいる少女に目をつけて彼女の恋人を病院送りにし、少女にはストーキングを行い彼女を一家諸共に引っ越しに追い込んだ。UBメンバーとは知らずに森谷桃子を車に連れ込もうとして邪魔をした慎悟を痛めつけようとする。
日野倉真弓（ひのくら まゆみ）
日本の新聞記者。「Mission6」に登場。スクープしか頭に無い。アジア・アジエント航空705便ハイジャック事件やその他の幾つかの事件で事後処理が完璧すぎることなどから「UB」の存在に気づく。「R・R」の残党に狙われたところを篠塚に救われ、ハイジャック事件の取材に口を閉ざした被害者の心情を知って、調査と公表は諦めた。
美鈴（みすず）
日野倉の友人。国際線のキャビンアテンダント。
蔡建明（ツァイ ジェンミン）
台湾・台北市の「スカイ製薬」の社長の息子。父親を嫌い、自分たち一家を救うために来た「UB」のエージェントとは知らずに「篠原桂」と名乗る篠塚に一目惚れして周りが見えなくなる。父親に渡米を告げられるも篠塚と離れたくなくて駆け落ちを懇願するが、親の保護が無ければ生活することも不可能であるため、父の腹心・頼志強に連れ戻される。真相が明らかになり、篠塚の正体と父親の深い愛情を知って父親と和解し、任務終了により篠塚が去った時、追いかけようとして生きる世界の違いに足を止めてしまい、訣別と共に幼い恋は終わった。その後、両親と共にアメリカに渡り新生活を送る。
7年後、父親を脅迫するマフィアのボスであるミスター・ワンにより人質として刑務所に監禁されてしまう。ワンと結託する所長の脅迫を受けるが、そこで篠塚再会し、昔の新型インフルエンザが再び出現して15年 - 20年効果が続く試薬段階のワクチン接種で抗体を持つ自身が必要だと知らされる。脱出しようとしてジョンたちが所長に殺されることを怖れて躊躇するが、獄中で篠塚の事情と世界の危機を知ったジョンとジムの説得、篠塚が部下に命じて「ブラック・ドラゴン」を壊滅させたことで脱出に同意した。篠塚と共に射殺されかけるが、外界の家族や友人を救う存在として他の受刑者たちが暴動を起こして援護してくれて脱出に成功した。事件後、仔犬に「コウ」と名付け飼い始めた。
蔡（ツァイ）
スカイ製薬の社長。建明の父。新型インフルエンザウイルスを発見した矢先に盗まれ、手元に残ったワクチンをも狙われ、悪評を立てて民衆を扇動する何者かに攻撃された。アメリカでの足場を確保した上で正体不明の犯人を告発する準備を進めた渡米前夜、味方を装っていた副社長の楊と政治家の呉に強襲されるが、息子の片恋の相手の少女が半信半疑で助けを求めた「UB」だと知り驚きつつ救われた。濡れ衣は晴れて失われた名誉も「UB」により回復されたが、予定通りアメリカで新生活を送ることを決意して台湾を後にした。ところが、台湾の黒社会に対する影響力に目をつけたマフィア「ブラック・ドラゴン」に息子を誘拐されたため、再び出現した新型インフルエンザの件で来訪した篠塚に救出を懇願した。
頼志強（ライ ジーチャン）
蔡社長とその家族に絶対の忠誠を捧げる部下。
楊志明（ヤン チミン）
スカイ製薬の副社長。世界の危機に繋がりかねないウイルスをバラ撒き、ワクチンでボロ儲けを企む。篠塚により捕縛された。
呉（ウー）
蔡社長の味方の政治家を装った敵。楊と共謀し、渡米しようとした蔡一家の皆殺しを強行する。楊と共に捕縛された。
リチャードソン
砂漠にある「ホープヒル刑務所」の所長。マフィアと州議員をバックに同刑務所を支配し、受刑者の労力を貸し出して利益を貪る独裁者である。受刑者ではない人間を監禁する「特別房」での自殺や病死の言い訳に「薬欲しさに特別房に忍び込んだ奴が殺した」というストーリーを捏造し、家族の人質に受刑者を犯人役に仕立て上げる。殺す側も殺される側も事前に手を回して逆らえない傀儡として保身を図っていた。篠塚と建明の脱出後、逮捕された。
ミスター・ワン
N.Y.のチャイニーズ・マフィア「ブラック・ドラゴン」のボス。リチャードソンの雇い主。台湾の組織を手に入れようと建明を誘拐して父親の蔡を脅迫するもパンデミックを阻止しようとする篠塚により30分で組織を潰され、自身も逮捕された。
バローズ
ワンの弁護士。彼の使者として刑務所にやって来たが、悪事が露見し逮捕された。
パターソン、ジョンソン
所長の直属の部下。所長の他に「特別囚人」である建明の存在を知る人間である。刑務所閉鎖と同時に逮捕された。
ジョナサン・カートウィッチ
「Mission7：episode5」に登場した受刑者。28歳。アフリカ系アメリカ人。愛称は「ジョン」。警察官を殴って15年くらった。「懲罰房（ホール）」の常連。ワクチンを体内に有する建明救出のために入所した刑務所で、自身が「懲罰房」に入っている間に入所した篠塚が同房になっていた。
陽気で世話好きな性分のため、篠塚に1人は危険だと忠告し、同房の誼で何くれとなく世話を焼くようになる。チャームポイントは後ろで編んだ三つ編み。篠塚の目的と秘密組織の女性エージェントであることを知らされ、建明の捜索と救出に協力する。パンデミック阻止に協力した功績により、即時釈放となった。
シングルマザーの母親は蒸発し、親戚一同にそっぽを向かれたため、施設送りになった。そこで親友のジムと出会い、面倒見の良い兄貴分として、頭脳明晰で落ち着きがあり相談役だったジムと共に施設の他の子供達に慕われた。義妹を襲った男に怪我を負わせた罪をジムの身代わりとなって自首し、それまでに別の友人を庇って2回服役していたことで3回目がより重くなる「スリーストライク法（三振法）」に引っ掛かってしまった。
バルトロ・バルドリーニ
バルドリーニ・ファミリーのドン。あと2年で刑期を終えて出所できるはずだったが、敵対するマフィアのボスに賄賂を貰った所長に治療と医療刑務所への移送を拒絶され、部下の努力も虚しく「特別房」で手当ても受けられずに心停止に陥ってしまう。しかし、建明捜索のために「特別房」に潜入した篠塚が部下達に手伝わせて心肺蘇生を行って一命を取り留めた。医療機関による適切な処置を要するため、篠塚がUB本部を介して州知事を動かし「コロラド医療刑務所」に移送された。
ジェイムズ・ラッセル
ジョンの親友で、同い年の28歳。愛称は「ジム」。施設で出会い実の兄弟以上に強い絆で結ばれた親友であり、14歳の時に里親に引き取られ、後に引き取られた義妹と4人家族で幸せに暮らし、義妹を襲った有力者の息子をバットで殴り重傷を負わせてしまう。
篠塚と建明の脱出後、マフィアの後ろ盾でやりたい放題だった所長と看守の悪事が暴かれてホープヒル刑務所が閉鎖され、脱出を助けた功績により暴動の罪に問われることなく他の受刑者と共に快適な刑務所に移送された。「UB」により事件の再調査と真相が明らかにされ、義妹を襲った犯人と彼を庇った連中の罪が証明されたため、あと3年の刑期が残っていて罪は罪だと主張するも大統領恩赦により釈放された。
DIV（ディーフォー）
「Mission8」で、暗殺組織「赤い馬」のトップの暗殺者。Dナンバー。アジア系で、日本人かあるいは日本人によく似た民族の出身である。高身長。シルバー・チェーンに繋いだ銃弾を首に掛けている。組織内では「死神をも殺す死神」と称される人物で、幼いころから機械のように命令を遂行するよう育成された。無表情でおよそ感情らしきモノは見受けられないが、無意識下で死による解放を望んでいるため、銃弾を見つめる時だけは僅かにやすらいだ表情になる。慎悟と出逢ったばかりのころの篠塚に内面が酷似しており、幼いころから頭角を現したという生い立ちや仕事ぶりも彼女に重なるが、単なる手がかりとしか思っていなかった慎悟に心を揺り動かされ、かつての篠塚のように何が起きているのか理解できずに自身の内面の変化に戸惑う。
組織内の特殊教育を施されたDナンバーの一員で、感情を失うよう教育された。しかし、自他共に失われたと思い込んだ感情は脈動しており、慎悟とのふれあいで感情が息を吹き返したことで周囲の色彩を色彩として認識できるようになる。実は、まだ養成所の生徒だったころ、すでにDナンバーとして活動していたが、暗殺任務に役立つと実習の1つとしてディエスたちを脱走させた過去がある。
テロ組織「KK解放軍」の依頼で取引の邪魔と組織壊滅を図る謎のアジア人（篠塚）の殺害を命じられたが、依頼主の「KK」は取引相手と共に滅び依頼だけが残り、日本在住の関係者（慎悟）の存在を知って、山の上の廃村で暮らす慎悟に近づき篠塚殺害を企む。元々名前が無いこともあり名無しの権兵衛を決め込むが、無心に空を見上げる姿が印象的だと慎悟により「空（そら）」と命名された。
慎悟が傷つくことを怖れる自身の安心を得るために自身に対する「Dコール」発令を招き、ギリギリまで一緒に生きると見せかけて土壇場で慎悟を無理やりに篠塚に引き渡し、自身が仕組んだ「Dコール」により殺到した「赤い馬」の支柱であるDナンバー全員を自爆により皆殺しにした。「JBF」には死んだと思われていたが、実は起爆装置を作動させる直前、かつて逃がしたディエスたちに救われ篠塚の指示でホームの下のシェルターに連れ込まれて生き永らえた。その後、FBIと取引してボストンの隠れ家に潜むジェイデンとヤンを「異端のD」と共に殺害する。
第4シリーズではリド王国クーデター未遂事件が解決して一段落したころ、「Mission1：episode8」のラスト2ページにディエスたちと3人で徘徊する姿がシルエットで初めて描かれた。
ファドリケ・アルバ・バハモンテ
暗殺組織「赤い馬」のボス。部下には「ドン・バハモンテ」と呼ばれる。眼鏡を掛け、称号はないもののスペインの名門貴族を父に持つ庶子。老体に鞭打って組織を指揮してきたが、遂に限界を迎えベッドの生活に。そのため、幹部を抑えることはできず、彼らの離反を招いてしまう。組織をフランツに託して他界した。
フランツ・アルベルト・フィッシャー
「赤い馬」の一員で次代のドンに指名されたバハモンテの秘書。バハモンテに息子のように可愛がられており、彼に忠誠を誓っている。しかし、秘書ゆえにトップを目指すジェイデンらには疎まれている。既知のパスカーレに関連したマフィアのトラブルに偽装して拉致・監禁されるが、篠塚に救出された。
第4シリーズで篠塚により「UB」に招かれ、元「赤い馬」のメンバーであり、第2の「赤い馬」を目指す暗殺集団「JBF」を自身のネットワークを駆使して調査し情報を篠塚に伝える。
ジェイデン・ウィリアム、ヤン
「赤い馬」のNo.2のアフリカ系幹部とNo.3のアジア系幹部。利益重視で組織の拡大を願っておりバハモンテとは意見が異なるため、慎悟の利用価値を知った時点で衝突した。バハモンテの死後、フランツとパスカーレを拉致し暫定的なドンとその補佐になった。自分たちの支配の礎を盤石なものにすべくDIVの口封じと謎の敵の弱点として慎悟の確保を企んだ。慎悟を傷つける結果を齎す命令を下したため、証人保護プログラムを受けて再起を企むもDIVの怒りを買ってボストンの隠れ家で斬首された。
老夫婦
山の中腹で雑貨を取り扱う小さな商店を営む。慎悟とも親しくなるも姿を見せなくなって心配していたが、第4シリーズで慎悟の暮らした山の上の廃村を目指す慶太から慎悟の無事を知り安心した。
BEVII（ビーイーセブン）
DIVと同じ組織の暗殺者。女性。腕は立つがDIVよりは格段に下がる。実は外部で暗殺者として活動しており、志願かスカウトされるかして「赤い馬」に加入したメンバー。別名「毒針のBEE」で、爪に仕込んだ毒薬を標的に注入し殺害するのを得意とする。DIVを毒殺して慎悟を本部に連行しようと企むが、それを察していたDIVの返り討ちに遭い片腕を切断されてテラスから転落し、体内の爆弾を爆発させられて死亡した。
グイド・パスカーレ
ボストンのマフィア「パスカーレ・ファミリー」のドン。バハモンテやフランツとは既知の友人で、次代のドンであるフランツを高く評価している。バハモンテの葬儀に出席すべくスペインにやって来るが、フランツと共にDの養成所に監禁されてしまう。後に「UB」により救出された。
DVI（ディーシックス）、DVII（ディーセブン）
「赤い馬」のDナンバー。2人とも年齢はDIVと同じくらいで、彼より2期後の卒業生。組織内で「氷の兄弟」と呼ばれ、標的の殺害時における残虐さは少々不評である。ロシア某所の組織を殲滅後、ジェイデンの命令で慎悟の本部連行とDIV殺害の任に就く。DVIは明るい色の髪で顔の左側に刺青があり、DVIIは相方より少々背が高く暗い色の髪で左耳にイヤリングを付けている。

#### 第4シリーズ / サイレントブラック
宮本慶太（みやもと けいた）
S大付属上田原高校2年の高校生、17歳。黒縁眼鏡の少年。無謀な大使館に対する特攻を思いとどまり、慎悟によるトレーニングを受ける。ロスが捕縛されて後も彼を操った敵の存在に備えて訓練が続くが、黒幕はアフリカにいるということもあり実感がなかった。「異端のD」の攻撃で「JBF」が混乱する中、篠塚の指示で研究棟に駆けつけ先乗りした大介によりバルザックが倒されるが、エンダイブとカーマインに和樹を盾にされて彼らの許に行こうとした際、和樹は「UB」の保護下にありUBメンバーが入れ替わっていたことを知る。慎悟に対する爆死偽装を企むDIVと「異端のD」の依頼を承諾した篠塚にメッセンジャーとして利用され、シールを貼った偽のDナンバーの刺青を見せられた。真相を知らぬまま「JBF」に捕らわれたため、セロがDIVであることは知らない。
我妻和樹（あがつま かずき）
慶太の親友。中学から続くイジメに彼が限界を迎えたころ、転入してきてイジメを働くグループを徹底的に打ちのめして慶太と親友になった。慶太を庇ってロスの運転する車に撥ねられて意識不明に陥るが、戸垣警部補が帰った後、慶太の呼びかけに「了解」と答えて目を覚ました。篠塚の依頼でUBメンバーと入れ替わり、No.101が代わりに要塞島に連行された。
デム・デ・ロス
リド王国の大使館に勤務する書記官。信号無視で突っ込んで和樹に怪我を負わせるが、外交官特権に守られる。本国でも武器の密輸を行っており、問題視される人物。慶太を始末して保身を図ろうとするが、クーデターの陰謀を知った皇太子が外交官の資格剥奪を宣言、戸垣に逮捕される。
戸垣（とがき）、田崎（たざき）
警視庁K警察署に所属する警部補とその部下。和樹の事件を担当する刑事。慶太と和樹のために正義を行使したいと願っており、捜査をするなとの署長の命令に背いて大使館に出向きロスの事情聴取を行おうとした。イックの手配により和樹の事件に限定して警視正クラスの権限を与えられ、念願叶ってロスの逮捕に成功する。ロス逮捕の報告をしてイックらのことを「すげぇ奴らがいたもんだ」と何度も呟きながら署に帰った。
皇太子
リド王国の王位継承者。起業家「シノ」として接近した篠塚が正体を明かしてロスの叛逆を知らされたため、警察に白を切ろうとしたロスを資格剥奪に処して日本警察の手に委ねた。
ミスターR
リド王国乗っ取り計画の黒幕グループの1人。「異端のD」による攻撃が始まった際、「JBF」の不利を悟り贅沢な生活に溺れ騒ぐだけの仲間を見限り、カダターン人の1人と共に買収したJBFメンバーの手引きで非常事態に備えた隠し港で偶然ダーク・モスと合流して「蛙島」からの脱出を図るが、待ち構えていたドセに阻止され、「UB」の潜水艦に行く手を遮られて捕縛される。
トレイド
暗殺集団「JBF」の主力メンバー。3人組のリーダー格。レイヴンの従弟であり、彼を追って家を捨て3人一緒に「赤い馬」に入った。レイヴンを目の前でDIVに殺され、潜水ポッドに乗って脱出するも抜け殻のようになって「UB」に捕縛された。
エンダイブ
無精髭を生やしている所為で粗野な印象がある人物。
カーマイン
別名「毒のプリンス」。3人の中で一番年少らしく1人だけ一人称が「僕」であり、軽めの印象があって失敗した者はすぐ始末してしまいメンバーが育たないと注意される人物。コードナンバーは「FRIII（エフアールスリー）」。
セレスト
トレイドらと同じ「JBF」のメンバー。左目の下に泣きボクロがある。慶太捕縛の作戦のため、トレイドに呼ばれた。ナイフの達人で、自然界のあらゆるものに擬態してターゲットに接近し、相手に視認されることなくナイフで倒すことで「ミミック（擬態する者）」と呼ばれ恐れられており、自身が確かに実行したという証拠にカエルの絵を残す。コードナンバーは「B3XX（ビースリートゥエンティ）」。
萩原大介（はぎわら だいすけ）
ディエスたちと同じ「異端のD」の1人。高校受験を控えて補習で学校に呼び出された中学3年生の少年と偽り、育ててくれた祖父のために、中学教師・佐渡に変装したディエスと偶然の出会いを装って、一般人の中学生を装って慶太の友人という形で彼を警護した。髪を黒く染めてカラーコンタクトレンズを装着し、日本人に変装している。慶太に正体を知られることなく一緒にいたいと願う程に彼に惹かれるが、セレストの暴行に激怒してDナンバーであることを明かして彼を倒す。要塞島に乗り込み、研究棟でバルザックを倒す。
第5シリーズでは他のDと共に「村」で暮らしている。
コードナンバーは「DXVI（ディーシックスティーン）」。
ディエス、ドセ
前シリーズでDIVに対するDコール発令を知り、彼を救おうと篠塚に助力を懇願した「異端のD」。鴨居に頭がつく程の長身。ディエスは眼鏡をかけて前髪を左で分けたショートヘア、ドセは暗い色の肌と後頭部でオールバックにした腰まである暗い色の長い髪を1本に結っている。大介（DXVI）は慶太と共に行動し、一番背が高いセロと3人で行動することが多い。ディエスはセロを「DIVに一番近い男」と称していたが、実はDIV自身だった。D候補時代、教官を欺いたDIVの計画により脱走は成功したが、一緒に組織を捨てて自由の身になろうという訴えに耳を貸さずに戻ってしまったDIVに心を痛めた。「Dコール」がDIVをターゲットとして発令されたと知って、他の行動可能な仲間と共に情報収集に奔走した。
DIVの件での借りを返すべく「UB」と協力体制を取り、慶太の警護と村の警備を務める。慎悟に「DIVは死んだ」と嘘を告げるが、DIV自身が別人のふりで「DIV死亡」を信じ込ませようとしたことにより慎悟がDIVに対する根深い不信を抱いたことを知り、慎悟に「人質奪還作戦」の参加を表明し「赤い馬」壊滅の真相を打ち明ける。すべてが終わった後、自分たちも望みと篠塚の要望により、彼女の直属の部下となる。
正式なDとしてのナンバーはディエスが「10（テン）」、ドセが「12（トゥエルブ）」。
レイヴン
本部より指令を下す「JBF」のリーダー。貴族出身ゆえにプライドが高い。トレイドたちの「兄」と呼ばれるが、実際は従兄弟。トレイドが報告したと告げた途端にエンダイブとカーマインが蒼白になるという恐怖の対象であり、主力メンバーであろうと目的のためには命を使い捨てにする狡猾で残忍な人物。組織内で自身の命令に逆らった者は死ぬよりつらい目に遭わせられる「地下牢」に生涯幽閉する。上昇志向が強いが、自分たちが格下の組織だと自覚しており、裏社会の意識を変えて「第2の赤い馬」に成り上がろうと計画を練る。
「赤い馬」に在籍していたのは2年という短期間だったが、放逐された際、自身に関する書類をも処分して情報・痕跡を抹消した。そのため、放逐するだけの他のメンバーとは異なり、唯一、暗殺命令の対象となった。組織の名を世界に知らしめるために「UBのシノヅカ」を利用しようと裏社会の大物たちに招待状を出す。
自身を見下した「赤い馬」を恨んで離反し「JBF」を作るが、カリブ海の要塞化した本拠地の島を「赤い馬」に突きとめられDナンバーが迫るもDコールで窮地を脱した運の強さに驚嘆し、用心のためにトレイドたちと共に欧州の海に「D対策」のために築いた新しい要塞島に移った。リド王国乗っ取りに失敗した依頼人を追いつめる敵が「UB」だと知り、指揮を執る篠塚を虜囚とするが、囚われの身でオークションを失敗に追い込まれ「天敵」の力を思い知る。要塞島を制圧され、自爆装置を作動させる直前、篠塚を手に入れようとしてDIVに惨殺されるが、遺体は見つかっていない。
山川（やまかわ）
特別よみきり「山川君の非日常」で登場したライダースーツの青年。大学生。両親と2人の弟・2人の妹を持つ5人兄妹の長男。数年前に亡くなった祖父の影響で幼いころよりバイクが大好き。進学を諦めて就職するつもりだったが、両親に諭されて猛勉強の末に国立大学に合格したが、過労で倒れた父親が病気を併発して働けなくなった。思い出に「一日ツーリング」に出かけた際に「JBF」の引き起こした騒動に巻き込まれてしまう。
ダーク・モス
「Mission2：episode21」に登場したJBFメンバーの紳士然とした男性。傘に仕込んだ刃物でターゲットを仕留めた。翌日の予定をキャンセルされ、その理由を知り本部に帰還する。
「UB」と「異端のD」による攻撃で「JBF」の滅亡を予感し、同様に不利な状況を察して逃亡を図ったミスターRたちと隠し港からの脱出を図るが、その動きを読んでいた「UB」に捕縛される。
バルザック
「Mission2：episode21」である部隊を壊滅させたJBFメンバーの男性。眉が無い。慶太と和樹に扮したNo.101のいる研究棟に現れた大介と対峙するが、瞬く間に倒されてしまう。
タイガー・リリー
「Mission2：episode21」でターゲットを全滅させたJBFメンバーの女性。チャイナドレスに身を包み、大きな鎌を武器とする。実行部隊ナンバー3の実力者で負け知らずだったが、ディエスに倒される。

#### 第5シリーズ / ゴースト アンド グレイ
花音羽かがり（はなおとわ かがり）
「Mission 0／鬼神の集落 六花の森」に登場。地元の中学に通う少女。14歳。自殺願望に囚われており、母親と死別し「鬼神」に殺してもらおうと山に入り込み、足を滑らせて失神したところを慎悟に保護される。
実父は妻を守ろうとしてストーカーを誤って殺してしまい、服役中の刑務所で死亡。母親も身体を壊して10歳の時に亡くなり、母方の伯父夫婦に引き取られて養子となる。しかし、スキー場を作り、同時にホテルや商業ビルを建てようとする地元の有力者が旅館に目を付け、伯父に立ち退きを受け入れさせようと「極悪非道の殺人犯の娘がいる」と噂を流したため、己の存在が伯父に害となると思い込んで「東京に行く」と書き置きを残して家出した。

## 用語

### UB関連
UB
地球の秩序を維持し、世界を破滅の一歩手前で守る秘密組織。正式名称は「究極の青」を意味する「Ultimate Blue（アルティメット・ブルー）」。頼みとする各国政府や情報機関には「伝説」とされ、世界中の犯罪組織の「天敵」ゆえに恐れられている。しかし、得体の知れない組織に対する反発もあり霞のような噂を幻想だと否定し、UBメンバーだと正体を明かしても相手が信じない場合もある。第4シリーズでは実在すら疑われる謎の機関ゆえに「ユニコーン」と呼ばれ、篠塚を利用すべく「JBF」のレイヴンが裏社会の大物たちに出した招待状には「ユニコーンを売る（＝ある「伝説」のオークション）」とされていて「UB」と篠塚自身を指す言葉となった。秩序と平和を脅かす存在にとっては「天敵」だが、レアアイテム扱いで如何なる形でも手に入れたと思うとレアすぎて本能が訴える危険信号に気づかなくなり「天敵」であることを忘れてしまう。
エージェントは老人から赤児まで存在する。いつ、誰によって組織が創設されたのか、本部の所在および工作員の数などが一切不明である。各国の政府や司法機関の手による解決を優先し、平和を脅かす事件を引き起こした犯人を捕縛してもその国の司法に裁きを任せている。ついさっきまでサッカーの試合や親子連れ等を演じるUBメンバーで溢れていた土手が振り返ると人っ子一人いなくなっていたり、敵を捕縛するために町一つを作って任務を終えた日の内に元の空き地に戻し、架空の路線バスを乗員・乗客に扮したメンバーで構成する罠を張り巡らせることも容易である。また、カムフラージュとして窓口になるダミー組織がある。メンバーは全員コードナンバーで呼ばれ、桁数が小さいほど組織の地位は高い。三桁までとは異なり、四桁以降のメンバーは任務で接触することがなければ一桁や二桁の顔を見ることなく一生を終える。上下を問わず、その日の出来事をディスクに記録する義務がある。一つの任務が終わると休暇を与えられ、次の任務を命じられるまでの短い時間が休養期間となる。任務の早期完了のために潜入先で信頼を得てとけ込むことが必須であるため、可能な限り相手に警戒心を抱かれずにすむよう管轄で生活する人々と同じ民族かあるいはそれに近い民族というのも重要な条件である。
徹底した能力主義の弊害で、組織外の人間を蔑むメンバーもいる。任務の過酷さと責任の重さゆえにメンバーは恋愛を、特に組織外の一般人と深い関係になることを忌避する傾向にあるが、愛してはならないという規律は無い。組織の内外を問わず恋人や家族を持つことはOKであり、その相手は組織の保護下に置かれる。しかし、組織外の恋人が必ずしもUBメンバーだと知っているとは限らず、ただのサラリーマンだと思い込んで正体に気づいていないケースもある。
犯罪組織や世界に死滅を齎しかねない原因となる事象が任務の対象となるが、本部より命令の下った任務でなければ後の禍根が根絶できるとしても「煌龍」の総帥・結城（張）に手を出さず、彼の計画した「ENU」のゲオルグ殺害やDIVと「異端のD」による元「赤い馬」のジェイデンとヤンの処刑を看破しても無関係・任務終了を理由に放置することがミッション・ブルー最終章およびレッドスクランブル最終章で明らかとなった。その一方で、基本的に破滅に至るかもしれない事件が起きた場合にのみとされているが、第1シリーズの「DUTY2：目撃者」で篠塚は世界の危機でなくても助けを求められれば世界中の何処にでも出動すると語った。また、管轄が定められているが、秩序維持に必要だと判断すれば本部の命令が無く正式な任務でなくても行動し、篠塚が采配を振るアジア圏の日本国内とはいえ、トップナンバー同士のNo.7の個人レベルでの依頼に応じて篠塚が任務外の潜入を行ったり、逆にアジアに関連が無くても篠塚以下UB日本支部のメンバーが世界各地に出動することが多々ある。管轄という概念が曖昧になっている。
世界の隅々まで監視体制を敷いてはいても一般の犯罪までは感知しておらず、大きな組織なら情報は掴みやすいが、星の数ほどいる小さな組織の特定は時間がかかる。
トップナンバーとその分身たる側近「影」という設定が無くなり、部外者のDIVたちがトップナンバーである篠塚の直属の部下となった。
暗号指令コード
Blue Book（ブルーブック）：人、Red Mountain（レッドマウンテン）：組織、Yellow Supper（イエローサパー）：物。
レッドマウンテン0001
一桁のメンバーのみ発動できる緊急時の対応コード。これが発動された際、他の任務を遂行中でも緊急時の対応コードで発動した要請を優先しなければならない。

トップナンバー
本部の次に位置し、コードナンバー「一桁」のUBメンバーとして組織を運営する最高部の9人。厳密にはNo.4は組織所有の軍事衛星であるため、8人と1基である。どのように選抜され育成されるかは不明だが、他のメンバーと同様に管轄で生活する人々と同じ民族である。性別も感情も無く機械のように冷徹に任務を遂行し、常に冷静に考え、冷静に行動し、世界の秩序を維持・守護しなくてはならないと育成されたため、人間的な感情の中でも恋愛感情を特に拒絶し、任務の障害にしかならないと蔑む。任務に都合の良い人間関係を警護対象者に要求する傾向が強い。世界の命運を背負うダムであり、鉄の神経を有している。世界が破滅しかねないような、誰の手にも負えないような大事件を解決するには普通の精神ではもたないため、自己制御能力に優れており、起きた出来事を消化・吸収して次の任務に支障がないように備える。また、任務を失敗なく遂行するためにも休養が必要不可欠で保養地が用意されている。独自ルートを有しており、「影」にすら知られずに情報を入手したり、支部を抜け出して単独行動を取ることがある。自ら姿を隠してしまうと「影」ですら発見は不可能となる。
作中では、篠塚と慎悟の排除を依頼されたNo.7が恋愛感情を篠塚に抱いた慎悟を容赦なく傷つけ、篠塚は自身の死を偽装して慎悟を苦しめたが、後に2人は間違いを認めて考えを改めた。和解の直前、イックの罠により「慎悟の死」の悲しみに耐えきれずに篠塚は精神に変調を来たした。また、万能視するメンバーもいるが、自身の能力を過信している側面があるのも否めない。第3シリーズの「Mission7」で友人のジョンとジムを危険に晒すまいと篠塚は彼らの協力を拒むが、女性メンバーを率いて看守たちを倒すNo.7の援護があってもなお目くらましの砂嵐が途切れてしまい、外界の家族や友人を救える唯一の存在だと事情を知った受刑者たちが暴動を起こして助けてくれなければ、ワクチン（抗ウィルス薬）となり得る抗体を有する蔡建明を救えずにホスト確保とパンデミック阻止の任務に失敗、篠塚も建明と共に射殺されてトップナンバーの殉職という憂き目に遭うのは確実だった。
登場したトップナンバーは、アジア全域を担当する篠塚、北米担当のNo.7、ロシア担当のNo.5、軍事衛星のNo.4。No.1は声だけ、No.6は「煌龍」の標的と思われる人物の監視とだけ語られた。
篠塚が第1シリーズの「DUTY1：始動」では事細かに報告して警護から敵の一掃に移る許可を求めたりし、「DUTY19：Ω－オメガ－V」まで本部からの命令で任務を遂行すべく世界を飛び回り、上級メンバーとしての意味で一桁の活躍は描かれたが、序盤は組織を運営したり指揮する立場などの設定は無かった。
二桁ナンバー
No.10からNo.99のメンバー。広範囲の管轄での任務を総指揮者たるトップナンバーの手足となり、補佐役として最も重要な任務を担うメンバーである。彼らの中からトップに直に接する側近「影」が選抜される。No.10は篠塚とは1つしかコードナンバーが違わないが、一桁と二桁の差は想像以上に大きい。
影
トップナンバーの側近の名称。二桁ナンバーから候補が選出される。身代わりを務める「影武者」とは別物で、トップの任務遂行に関わる全てを取り仕切り、体調管理などの健康面もそのために携わる。イックが篠塚の傍に慎悟を置いたのもその一環である。自分たちが仕えるトップをサポートし任務を円滑に進めるために指示を仰がずとも対処する等、様々な権限を与えられている。殉職などで欠員が出た場合、最終選考に残った二桁ナンバーの中から補充される。
第1シリーズの「DUTY22：アジアの風」まで設定が固まっておらず、イックたちはメインで篠塚を補佐する部下であり、トップナンバーの側近「影」という設定自体が無かった。
トップナンバーの分身である「影」を介さずに篠塚が頭ごしに行動することが増え、第4シリーズでも篠塚と「UB」に匿われて情報提供だけだった元「赤い馬」のフランツが直結して彼の指揮により、協力関係にあるDIVと「異端のD」を別働隊として動かすなど「影」は任務の中心より外されるようになった。「JBF」壊滅作戦後、完全に直属の部下という立場は解消された。
影武者
トップナンバーは複数の代行を務める部下を抱えており、作中では篠塚の代行を務める複数の「影武者」が登場する。篠塚と性別以外はほぼ同一だった時期の「影」のイックが代行で慎悟の警護を務めることもあり、「DUTY12：果てなき日々への追憶 (4)」でコードナンバー不明のUBメンバーが篠塚を演じて慎悟を息子のように思う夫婦を危険から遠ざけるべく温泉旅行に同行した際、「影武者が何人いるわけ?」という慎悟の問いに対し、篠塚は「数えたことはないな」とのこと。似ていた方が敵の疑惑を招く危険性が低く少々の違いも誤魔化しやすいため、篠塚に似ているNo.10は描写はないものの彼女の影武者を務めることがある。
動く花々作戦
第1シリーズ「DUTY3：シールド」で、ソローミン親子を中東の独裁者の手から守るべく篠塚が展開した作戦。
闇夜の虎作戦
第1シリーズの「DUTY9：闇夜の虎」で篠塚たちが実行した作戦。竜童の捕縛と自供・暗殺組織「タイガース・アイ」の壊滅、竜童に仕事を依頼した大物たちが逮捕され、当初の篠塚の懸念が的中して「UB」の実在を知り動揺する暗黒街の組織が動き始めたため、その中で竜童に最多数の依頼をしたがゆえに動きを見せたチャイニーズ・マフィア「白龍」を潰し、他の組織に対する見せしめとして慎悟に危害を加えようとする気概自体を打ち砕いて彼の危険を排除することが目的である。篠塚により幹部たちを捕縛されたことで組織は壊滅し、作戦は不完全に終わった。
UB日本支部
アジア全域を統括する最高責任者の篠塚を司令官とし、アジアでの全任務を指揮する彼女とその部下全員が任務に従事する拠点である。都内にある「防衛庁」の近辺の地下に存在し、組織外の人間を支部に招く際は機密保持の観点からアイマスクを装着して貰う。栄養補給と癒しを兼ねた食堂は食事も設備も豪華で都内の高級レストランを思わせ、窓に偽装したスクリーンに映される映像は地下であることを忘れさせる。
空飛ぶ病院
医療設備を完全装備した「UB」の専用機。「DUTY19：Ω‐オメガ‐II」で、機密資料の返却と引き換えに篠塚が手配し、ドイツで手術を受けさせるべく仲村要の弟と付き添いの両親を運んだ。
赤いチューリップ移植作戦
「DUTY20：赤の要塞」で壊滅させたマフィアの残党と黒幕を捕縛し、誘拐された少女を救出した作戦。
UBフランス支部
「DUTY21：迷路の出口 (4)」で、篠塚が至急の書類を送った先。
UBニューヨーク支部
正式に「No.9」として認定され着任した篠塚とイックら影が初めて対面した場所。ニューヨーク支部のあるビルは表向きは地下2階までしかないが、実はUBの施設としてB3からB10まであり、彼らが顔を合わせた参謀会議室は最下層のB10にある。
UB南部アメリカ支部
アメリカ・オクラホマ州某所にあるUB支部。
ブルールーム
一桁のトップナンバーのみが集う会議室。「DUTY32：標的(1)」で影のイックも召集され入室したが、本来は一桁のみが許された部屋であるため、決まりを重視し軍事衛星であるNo.4を除き他の一桁は顔を隠しての出席とされた。
獣の眠る森作戦
第1シリーズの最終章「DUTY32：標的」で篠塚が決行した作戦。「煌龍」の総帥の正体を暴くべく慎悟が囮を務め、目的が果たされた後は慎悟を救出して「煌龍」を捕縛するというもの。慎悟と彼を捕らえようとする「煌龍」の位置は彼の警護でバイト先「鳳凰楼」に潜入した環ゆかが報告し、敵の注意を引きつける攻撃ヘリと情報収集でNo.7が協力した。
コード405
慎悟を指し示すコード。UBトップナンバーたる篠塚の恋人ゆえに組織内では最重要機密事項として扱われ、そのコードで呼称される。
隠れ家
世界各地にある「UB」所有の住居。慎悟達のつかの間の我が家も同様である。
オペレーションA
第3シリーズの「Mission2」で当初、篠塚が実行していた作戦。篠塚が敵の標的に繋がる人物だと情報操作でおびき寄せた実行犯に自身を誘拐させて敵の本拠地に入り込み、直接敵の首謀者の正体を突き止めて捕縛する。時間はかかるものの現行犯で確実性が高い。その代わり、篠塚の戦闘力がどうあれ危険も高くなる。
自らの手で解決することを望む篠塚が最も好む作戦だが、トップナンバーの篠塚が現場に出張ること自体が問題視されており、いつも反対しているイック (No.19) だけでなく単独行動の共犯になることが多いNo.33すら難色を示して「オペレーションB」を進言するも篠塚は退けた。
オペレーションB
実行犯を一気に叩き潰し、手足となる部下を一掃された首謀者が動揺して逃亡するところを捕縛する。動かない可能性があり成功率は少々低下するが、即効性がある。
「Mission2：episode3」で篠塚に一目惚れした女子高生トリオの一人が敵の実行犯に誘拐されたため、こちらの作戦に変更した。
UBアフリカ支部
リド王国のクーデターの内偵をUB日本支部に依頼し、故国を裏切った外交官の一味を捕縛後、クーデター未遂事件の黒幕であるミスターRとカダターン国の重鎮たちを追っている。
廃村
第3シリーズ最終章で慎悟が暮らしていた山の上の廃村とされた村。元々は重要人物の保護のためという意味合いで建造された隠れ基地であり、トイレはウォシュレット付きで電気水道等は組織で整備されている。風呂はジェットバス。
村の中に幾つもシェルターが設置されている。慎悟と篠塚が住むことが決まった際、村の中での慎悟の自由とプライベートを確保したいという篠塚の希望に沿って撤去不可能なシェルター以外の防犯設備および「UB」関連のものを外した。その事実は「UB」に守られることを極力避けたい慎悟が知れば行くことを拒否することは明白であるため、1年前の真相を告げるまで隠蔽されていた。慎悟が村を離れた後、セキュリティは元に戻された。「JBF」壊滅作戦終了後、篠塚により警護とされたDIVや「異端のD」が慎悟の警護を任され、慎悟と共に暮らすようになる。
第5シリーズでは駅が復活しても立入禁止区域とされているため、近隣の人々に山には鬼神がいると噂される。慎悟によれば「異端のD」は15名ほどおり、彼らのネットワークで村のことを知りDが少しずつ集まっている。
Silent Black
篠塚と「影」に代わる直属の部下としたDIVや「異端のD」の呼称。黒ずくめの衣装を纏い、黒髪の指導者のもとで任務を遂行するため、畏怖と畏敬を込めて呼ばれる。

### その他の作中用語
レッド・カンパニー
第1シリーズの「DUTY2：目撃者」に登場した反資本主義テログループ。トレードマークは「血まみれのドクロ」。人目を引く事件を起こし、その隙にターゲットを誘拐するのが常套手段。6年前、アメリカで中国の大物政治家の息子を誘拐しアメリカを脅迫して中国の軍事情報を要求、犬猿の仲の米ソが決裂して戦争が勃発することも狙いの一つ。しかし、誘拐した人質を密かに篠塚が救出して入れ替わっていたため、内部から壊滅させられてしまう。FBIは加賀がやったと思い込むも残党は信じず、真の仇（篠塚）を排除して組織の再起を図り、手がかりとして加賀と従妹を襲うも残務処理として篠塚に処刑された。
シールド計画
第1シリーズの「DUTY3：シールド」で、ソローミン博士の研究の1つである超電磁波発生装置を悪用した計画。飛んできたミサイルの計器を電磁波で狂わせ機能停止に追い込み、敵の脅威を意に介さず一方的に攻撃することが可能になる筈だった。独裁政権の息の根を止めるまでには至らなかったものの「UB」の介入によりソローミン父子の捕縛を諦め、計画は白紙に戻さざるを得なくなった。
FF
第1シリーズの「DUTY5：No.4」で日本政府を脅迫したテログループ。ファシズム崇拝主義の武装テロ集団。日本でCIAに捕縛された幹部の釈放を要求し、24時間以内に釈放しないとミサイルを発射すると政府を脅迫した。
城南一高
橘慎悟の母校。東京都内某所にある男子校で、正式には「私立城南第一高等学校」である。第1シリーズの「DUTY7：メッセージ」から「DUTY12：果てなき日々への追憶」までの舞台である。
タイガース・アイ
竜童が所属する暗殺組織。武器の密売買を根絶しようとした国会議員を暗殺した事件で証拠写真を撮られてしまった竜童がその隠滅に失敗したばかりか「UB」に捕縛され、組織もまた叩き潰されてしまう。
白龍（パイロン）
誕生して100年の歴史を持ち、香港に本拠地を構えるチャイニーズ・マフィア。銃の密輸組織。慎悟を狙った竜童が消息を絶ち依頼が最多数ゆえに「UB」に捕縛された者達の二の舞になるのを恐れ、ルーキーゆえに失敗しても後腐れの無いメル他2名を送り込んだ。しかし、ローを除いて罠に嵌まって捕縛され、また各支部を次々と潰され本部も「UB」に踏み込まれ組織は壊滅に追い込まれてしまう。竜童の自白でいつ自分たちが潰されるかと戦々恐々の他の組織に対する見せしめだった。
殺人ウイルス
パンデミック騒動のエピソードで、元凶として登場するBSL-4の病原体。
(1) ヨーロッパ発
旅行者が持ち込んだ植物に寄生していたウイルスが原因で、スペインの小さな村に突如発生し、空気感染で爆発的に被害が拡大した。10日ほどでヨーロッパを壊滅しかけた所で、抗体を有する人間が発見され抗血清を作ることに成功した。中国の山奥に滅多に花をつけないある植物の花の中にあるウイルスが犯人だった。
(2) ロシア発
毒素が格段に強く感染した瞬間から身体が麻痺し、早ければ数十分で発症して内臓をやられたら咳と吐血が始まり、血を吹き出して息絶える代物である。感染すれば2週間程で絶命し、他への感染を防ぐにはホストを殺す以外に術はない。表沙汰になる前に慎悟の献身で処分できた。
(3) 台湾発 / A国発症
毒性が強く感染力は尋常ではない。台湾で発見された時は篠塚らが被害を未然に防いだが、東南アジアのA国の小さな村で発症し、治療法も発見できなかった。しかし、ワクチン接種により抗体を宿すホスト確保により抗ウイルス薬は完成しパンデミックは阻止された。

化学兵器
(1) コールド・ブラッド
第1シリーズの「DUTY15：寒冷前線」で、某国の情報部がアメリカのある研究所から盗んだ化学兵器。ごく少量で東京都民の半分を殺すことが出来る。全身が凍傷のようになって死ぬことから「コールド・ブラッド」と呼ばれる。
(2) レッド&ブルー
第1シリーズの「DUTY26：青い日々の追憶」に登場した東西冷戦時代の負の遺産。一見して赤と青の液体だが、コーヒーカップ1杯の量で日本の首都を全滅させることが可能である。無味無臭で空気に溶け込む。空気に触れると1週間ほどで効果は切れるが、その間に吸い込んだ者はおよそ5分で死に至る。開発した研究者たちは扱いの難しさを考慮し、2つに分け1つでは使えないようにした。どちらかが空気中に散布されると斑点が浮かび上がり体内の毒素が消えることはないため、もう片方が散布されれば体内で2つが混ざり合い死に至る。開発したのが旧ソ連というだけでなく「R&B」は高熱に弱いため、極東ロシアの寒村の夏でも溶けない氷穴の奥深くに隠された。

Ω（オメガ）
UB外部組織。元は「K大付属第一高等学校」の頭脳集団（シンクタンク）で、頭は良いが性格が超悪いと評判の男子生徒5名により構成される。表向きは「歴史研究部」。他の生徒を見下し選民思想に囚われ壁を作ってはみ出しており、当初はアウトサイダー的存在のグループだった。「DUTY21：迷路の出口」でイックに協力を請われ、慎悟と篠塚の和解に一役買ったことを機に外部組織として活動することになる。第1シリーズの「DUTY18：幻想の森」から「DUTY24：1時間37分」まで登場。
横田基地
沖縄基地に次いで日本国内第2の規模を持つ米軍基地。何度か「UB」は組織の専用機の発着に利用しており、篠塚が現地に急行すべく戦闘機や輸送機を借用および便乗することもある。
作中では米軍基地とだけで基地名が呼ばれることはないが、基地の各所に英語で「UNITED STATES AIR FORCE Yokota Aire Base」と表記されている様が第1シリーズの「DUTY19：Ω‐オメガ‐II」と第3シリーズの「Mission8：episode5」で描かれた。
黒い蛇
第1シリーズの「DUTY21：迷路の出口 (1)(2)」で登場した立憲君主制国家「ブロジニア王国」のテログループ。長年犬猿の仲だった隣国ジージニアとの和平交渉により調印式を間近に控えた故国の和平政策を疎み、国王の次男である駐日ブロジニア大使を人質に戦争突入と投獄された仲間の釈放を要求した。失敗して捕縛される間際、篠塚を道連れに自爆しようと手榴弾を投げつけるが、彼女を救おうとした慎悟に阻まれて結局は捕縛された。
スタークロス
「DUTY28：ヒーロー」でオタク少年・良太の大好きな1970年代の勧善懲悪SF映画。宇宙を舞台に愛馬であるペガサス「ドゥーイ」を駆り、悪の軍団サタールに囚われたサーシャ姫を救う主人公グレン・クロスロードが活躍する。内容が斬新すぎて人気が出なかった。
アンドロ・メディリアン
篠塚がテログループ捕縛のために山に入った際、良太に「王女のお付きの人で護衛兼身の回りのお世話をしている」とストーリーを作られて命名された。
赤い狼
国際指名手配されていた武装テロ組織。警察に追われて外国人レストランに立て籠もった5名が、人質の中にいた篠塚とNo.7に瞬殺され警察に逮捕されてしまう。本隊と他の武装テロ組織が結託してアメリカ転覆を阻止しうるハッカーを抹殺すべく動き出すが、彼らもまた篠塚ら「UB」に捕縛された。
煌龍（ホアンロン）
世界最古の暗殺組織。初登場は第1シリーズ最終章「DUTY32：標的」。紋章は「尾が刃となった龍」。秦王朝の初代皇帝により皇帝直属の組織として結成され、中国の歴代王朝に仕え王朝に都合の悪い存在の暗殺に携わってきたが、英国との講和締結に際して「血塗られた過去」の発覚を怖れた清王朝の高官たちにより滅ぼされた。165年ほど後、復活の下地を整えて結城（張）の総帥就任を機に完全復活した。それ以来、相次ぐ犯人不明の要人や大物の怪死事件の元凶として暗躍する。組織内部で「皇帝＝総帥」と定められており、亡き長老・王老により「DUTY32：標的 (4)」の冒頭で組織の歴史・為すべきこと・最強の組織を作ることと共に「統治者の責務」を学んで貰わねばならぬこととして語られた。表向きは「UB」と同様に恒久和平の実現を目的とする悪人退治だと主張するが、真の目的は世界を支配して自分たちの思い通りにコントロールすることである。そのため、「UB」とは不倶戴天の敵である。痕跡も残さず影の如く犯行を重ね、その名は中国の裏社会では恐怖の代名詞となっている。初めて「UB」と対決した「DUTY32：標的」で最強は自分たちだけで「UB」など敵ではない、世界を変えることが出来るのは自分たちだけであり、「UB」も自分たちに従うべきだと幹部の劉は勝ち誇るが、最終的には逃亡するも「UB」に敗北して捕縛された。
ある時、当時の皇帝より一族の印となる紋章を送られて以来、力と結束の強さの証としてメンバー全員が身体の何処かに紋章の刺青を彫るようになった。元々は一つの血族から成り立っていた。自分たちが「悪」と定めた対象の抹殺、世界を変えるには破壊と殺戮が一番だという基本姿勢は変わらないが、外部から総帥の教育係を兼ねた新幹部を迎え、関係者すら一人残らず皆殺しすることから根本の原因を探り排除するピンポイントの処理にと少しずつ路線変更が行われている。個人で「UB」に挑んで敗れるも竜童とローにより弟である教育係の劉を介して篠塚と慎悟の情報を得、当初から「UB」と対峙して存続し続けており、「UB」の力をもってしても全貌を捉えることが出来ない。
第2シリーズ最終章「MISSION5〜試練の冬〜」で殺人ウィルスを狙う「ENU」の首魁ゲオルグを殺害した。メンバー全員を殺害する予定だったが、篠塚に阻止されてしまう。
第4シリーズの「Mission2：episode14」でのオークション会場で「煌龍」の総帥出現により招待客は沈黙し、壊滅した「赤い馬」など格下とする歴史と技術を有しており、世界に恐怖を齎す存在として知れ渡っている様子が描かれた。
鳳凰楼
第1シリーズの「DUTY32：標的」で慎悟がバイトしていたチャイニーズレストラン。実は篠塚を操るための餌として慎悟を捕縛するべくチェーン店を展開した「煌龍」の罠であり、企業を立ち上げて慎悟の住む地域にチェーン店を建て、そうして彼が来るのを待って5つ目がこの「鳳凰楼」である。
カシャサ
第2シリーズの「MISSION1」で、武器専門の闇ブローカーで南米を拠点に暗躍する武器密輸組織。トップはブラジル人のカルロス・ローシャ。傭兵で構成される特殊作戦部隊「SOF」を抱えており、いざとなれば武力行使も厭わない。しかし、敵の正体が「UB」だと知り、軍に所属していたころに教官から「UB」のことを聞いていた幹部の内部告発により壊滅した。「MISSINO1〜Episode5〜」以降から組織名の誤植が起きて「ナシャサ」とされ、最後まで訂正されることはなかった。
サンティアゴ国際空港
　チリ共和国の国際空港。イックと「UB」の力を人づてに聞いて引退を決意したカシャサ幹部が対面した。
ナミリア共和国
第2シリーズの「MISSION2」に登場した中央アフリカの独裁国家。首都はボンゴロ。暗殺請負政権の将軍が牛耳っているせいで、難民は隣接するバナンダ共和国の難民キャンプに流れ込んでいた。
ブラック・ドラゴン
(1) 第2シリーズの「MISSION3」に登場した、ダージェ王国の皇太子アラムの暗殺を企てた暗殺組織。王位を狙う国王の弟でアラムの叔父サジの依頼だった。
(2) 第3シリーズの「Mission7：episode5」に登場したNYマフィア。台湾マフィアを引退したとはいえ大きな影響力を持つ蔡社長に組織を渡すよう脅迫し、その息子を誘拐してホテル扱いで利用する刑務所に監禁。篠塚が脱獄に尻込みする彼の不安材料を消すため、部下に命じて壊滅させた。
ENU（ヨーロッパ貴族連合）
欧州を陰から支配する犯罪組織。総じて傲慢で尊大、人を人とも思わず、マフィアも真っ青になる手口だが、自身の手は決して汚さない。表向きは合法的な組織であり、思い通りに事が運んでいる内は金と権力は使っても正当な手段でウスチノフ博士の孫娘を取り込もうとハンスが派遣される。貴族にとっての黄金時代を復興しようと殺人ウイルスを狙うが、「煌龍」によりボスのゲオルグは殺害され、慎悟に手を出したことで篠塚の怒りを買ったため、彼女が個人で動いた後に「UB」の組織的な行動により壊滅した。篠塚がいたことでハンス以下の部下たちは「UB」に捕縛され、命は無事だった。
ケーブルカー
ハンスが慎悟と麻亜矢を監禁する山城と麓の別荘を繋ぐ移動手段。真冬の吹雪の中でも往復可能であり、普段は下の別荘の地下に設置されている。単線。
R・R
第3シリーズの「Mission1」の残虐非道な武装テロ組織。国際指名手配を受けるボスは通称「ネロ」。アジアの小国「N国」で長く続いた内戦の混乱の中で結成され、世界各地の主義主張の異なるテロ組織・武装集団を吸収しながら世界最大のテロ組織となった。アジトは「N国」と「S国」の国境沿いにある。目的は東西冷戦の復活、西側諸国および東の先進国を押さえる力を得ることである。N国に人道支援のために訪れたボランティア団体を拉致した直後、フリー・ジャーナリストのアンジー・バートンを単独インタビューにネロが直々に指名して組織の拡大と活動のために利用しようと企むが、「R・R」壊滅任務に臨み現地のガイドを装って潜入した篠塚により殲滅された。
その後、「Mission6」で語られるのみだった組織が残党という形で登場し、囮となったアンジーに近づくたびに次々に「UB」に捕縛され、最後の一群が「UB」を追う日野倉を拉致するも篠塚に奪還され、誘導されたレインボーブリッジで篠塚が呼び寄せた日本の警察により最後の残党も逮捕されて完全に壊滅した。
ホープヒル刑務所
第3シリーズの「Mission7」第2部の舞台。所長はNYマフィアのワンと州議員をバックにやりたい放題の独裁体制が敷かれていた。砂漠のど真ん中にある陸の孤島であるため、NYマフィアのワンは所長と癒着し、同刑務所は彼に好都合のホテルと化していた。奥から順にAからGまでのユニットが立ち並び、AからCは比較的刑の軽い受刑者、篠塚のいるEを含めたDからGは重犯罪者が収監されている。ユニットFは懲役200年や終身刑に処せられた受刑者の入る房で、ユニットGにはバルドリーニ・ファミリーの部下達のサロンがあった。諸々の悪事が露見して所長が捕縛され、同刑務所は閉鎖された。
フェイズ5
パンデミック・アラート期の最終段階。被害が拡大してゆき世界的大流行（パンデミック）の一歩手前という極めて危険な状況で、複数の国家間で患者数が膨れ上がり、いつパンデミック（世界的大流行 / 警報レベルフェイズ6）に移行してもおかしくない。それゆえに世界保健機構（WHO）は世界に対し、警告を発した。
特別房
収容された人間は受刑者ではなく、建明と同様にミスター・ワンに誘拐された人質であり、彼の依頼で所長が「特別囚人」と称して預かり管理している。そのため、自殺や病気で死亡者が出ると「作業中の事故」で処理できない。架空の事件を捏造して片づけられていた。
ディエス空軍基地
アメリカ合衆国テキサス州アビリーンにある基地。部下に任せようとしない篠塚が刑務所に潜入しようとする直前、真っ向から反対するイックに一切知らせていなかったため、駆けつけた彼と口論を繰り広げた。
山の里（やまのさと）
第3シリーズの「Mission8」で、DIVに拉致されるまで慎悟が篠塚を出迎えに通い続けた無人駅。毎日午後4時、1日に1本しか列車が来ない。DIVがDナンバー全員をおびき寄せて爆殺したため、彼らの体内の爆弾により駅と周辺の森は吹き飛んでしまう。「UB」により不発弾の爆発ということで処理され、廃線になった。
第4シリーズで駅のホームの下に廃村と同じシェルターの一つがあり、篠塚にDIVを救うためにシェルターのことを教えられた「異端のD」がそこからDIVを連れて退避した後、事前に設置した爆弾で殺到したDナンバーを爆殺したことが明らかになった。
赤い馬
暗殺組織。メンバーは各国各民族で構成されていて歴史は古く、トップは「ドン」という敬称で呼ばれる。依頼を受ければ、善悪・老若男女を問わず殺すのが組織の方針である。世界的組織ではあるが、規模はそれほど大きくはなく依頼も個人的なものに限定されていることで「UB」の警戒対象からは外れていた。実行メンバーと呼ぶ暗殺者には2つの系統があり、BEVIIのような外部からの加入者とDIVのように組織内で育成された者とがいる。暗殺者全員が体内に爆弾を埋め込まれている。自爆してでも標的の殺害と失敗時は情報漏洩の防止に捕縛されないよう自殺を厳命されており、他人を信じない暗殺者の性もあって損耗は激しく、他のセクションのメンバーよりも確実に短命に終わる。内部分裂と「UB」により長い歴史を閉じた。組織壊滅後、離散した構成員で生き残った者は僅かであり、ほとんどが「赤い馬」に恨みを抱く敵対組織の手にかかり命を落とした。
第4シリーズでは、どうして滅んだのかと不思議がられながらも「いい組織だった」とイタリアの大物に惜しまれていた。しかし、「煌龍」よりは格下であることがオークションに結城が現われたことで明白になる。
KK解放軍
テロ組織。ある組織からプルトニウムの取引を持ちかけられるも取引前にプルトニウムを奪われ、暗殺組織「赤い馬」に泣きつき元凶のアジア人（篠塚）の殺害を依頼した。しかし、間に合わずに取引相手共々に滅ぼされてしまう。
T・E・E
ドイツのテロ組織。ベレー帽と固有のマークの入ったジャンパーが特徴。数年前に篠塚により壊滅させられたものの残党は慎悟を足掛かりに復讐を果たそうとするが、同じ目的で慎悟に接近したDIVにより全員が殺害後の解体ではなく殺害の手段として五体をバラバラに切り刻まれ惨殺された。
Dナンバー
「赤い馬」で育成された暗殺者。実行メンバーのエリートである。作中で確認されているのはDIVと「氷の兄弟」の計3名、他には養成所の見張りを務める者とDコールに従った53名、組織を出奔した「異端のD」である。世界各地の紛争地帯の孤児、捨て子、人身売買、誘拐被害者等を手に入れては組織の育成機関で仕事のために感情を失わせる教育等を施され、組織の命令を機械のように遂行する道具に仕立て上げられた。共通の特徴としては感情が無く、それゆえに周囲の色彩を認識できない。本部からの命令は誰であろうと絶対服従である。また、ターゲットに接近する手段の一つとして変装が得意である。DIVの自爆で組織に忠実な最後のDナンバーは一人残らず爆殺されたと表面上は知られているが、実はDIVを救ったディエスたちの仕掛けた別の爆弾で処刑された。彼らの遺体で五体がまともに残っている者は皆無だった。Dナンバーの生存者はDIVと「異端のD」、捕縛された養成所の見張りのみとなった。
異端のD
壊滅した「赤い馬」の中で他の構成員により「死神」と呼ばれ、感情の無い機械の如く暗殺任務を遂行する殺人機械（キラーマシン）「Dナンバー」として育成されたが、感情を持ち続けていて「Dの定義」から外れた異端の存在。組織は滅んだが、不可能な脱走を成功させた「Dの中のD」として恐れられている。Dの養成所で訓練中から脱走者は続出したもののD候補と正式なDとでは力の差がありすぎて次々と処刑されており、ディエスたちもまた生涯追われるのは同じでも切り抜けられるだけの力量を得てからと考え、卒業後に互角のDとなってから暗殺任務で出向いた先でDIVの実習に利用される形で逃亡した。長い歴史の中で脱走して命を脅かされながらも自由を手にした者は少数ながら存在し、当人が死亡しても子々孫々まで「赤い馬」はDナンバーを差し向けて処刑しようとするため、お互いに助け合って独自のネットワーク「異端ネットワーク」を構築して「赤い馬」を振り切り、脱走したDナンバーとその家族は世界各地に散らばり隠れ住んでいる。「JBF」と同様に「赤い馬」の壊滅で安泰となった。戦闘に参加できる人員は30名ほど。「JBF」壊滅後、篠塚の直属の部下となる。
同じ元「赤い馬」ということもあり「JBF」について詳しい。慶太に話した「腰の左側に自分たちのナンバーをローマ数字の刺青で刻まれている」というのは真っ赤な嘘であり、シールを貼り付けていただけだと大介（DXVI）は語った。Dナンバーのマークを付けていたらアサシンは無理だとのこと。
Dコール
攻防の任の別なくDナンバー全員を一つの任務に就かせる命令。組織の防衛を務めるメンバーまで投入するため、事実上の組織の崩壊を意味する諸刃の剣である。
清王医科大学病院
第4シリーズで、信号無視のロスの車にはねられ意識不明に陥った和樹が入院している病院。
リド王国
アフリカにある立憲君主国家。国王はかなりの権力を持っているが、敢えて行使しようとは考えていない。天然ガス輸出を主な産業にしているため、裕福。騒乱の多いアフリカで平和を保っているが、その富を妬む隣国カダターンを含めて利権を狙う周辺諸国に狙われており、武器密輸とクーデターを企む反逆者が外敵と手を結んでいた。
JBF
無国籍の暗殺集団。正式名称は「Jet-black frog（漆黒の蛙）」。コードネームは「色」であり、任務を遂行する手段は異なるも全員が「毒」に精通している。元「赤い馬」の一般メンバーであり「第2の赤い馬」を目指すが、裏社会での知名度と評価は低い。オークションを開催した際、滅んだ「赤い馬」を惜しむ大物は組織名を聞いても「知らんなあ」と反応せず、部下に元「赤い馬」と聞かされて「あれか、あの「第二の赤い馬」を目指しているという奴らか?」という言葉が関心の薄さを物語っている。また、「UB」と「煌龍」の因縁を知らず篠塚に話しかけた結城に驚くが、篠塚が捕まえたことがあっただけだろうとメンバーの認識が甘い。
本部は元々はカリブ海の孤島にあった。暗殺だけでなく報酬次第で何でも実行し、手段を選ばないことで有名。規律の厳しい「赤い馬」の中で抑えの効かない若者の中でも上層部の命令を無視して独自の殺人スタイルを貫き、追放された「赤い馬」の反乱分子で構成されている。実力が高く評価される一方で、手口が非道すぎて「赤い馬」を追放されたという噂も囁かれている。任務で暗殺を実行する他のメンバーとは異なり、加入して来た目的が快楽のために殺人を行う輩であるため、厳しい規律も平然と破って好き放題で組織を放逐された。処刑されることなく放り出されたのは、重要な情報を持たない一般の実行メンバーの処刑に手間暇かける必要はないと判断しての処置だった。「JBF」に君臨するレイヴンだけは唯一の例外である。本部は堅固なセキュリティと特殊部隊出身の警備とで外部からの侵入を許さず、島全体が一つの要塞になっている。
かつて「D対策」のために莫大な資金を投じて建造した新しいアジトを所有しており、本来のカリブ海の本拠地と同様、島全体が難攻不落の要塞と化している。「赤い馬」とDナンバーが全滅して用済みとなり廃棄される予定だったが、不測の事態に備えて組織ごと引っ越したことで篠塚奪還のために「UB」が踏み込んだカリブ海の元の本拠地はもぬけの殻であり、対「UB」に活用されている。慶太の目測では東京ドーム数個分の大きな島に、中央にヨーロッパ貴族の館のような本館と少し小ぶりの別館、近代的なビルの研究棟とヘリポート、それらを頑丈な壁が囲っている。外部との連絡手段はなく、端末や追跡装置は埋め込まれたモノまで徹底的に調べられる。「JBF」のメンバーも端末の一つすら所持していない。外敵に対する用心のため、島の見取り図は機密事項となっている。
ドランの内戦
三年前、ドラン共和国内部で終結した紛争。政府軍と反政府軍とに分かれて激突を繰り返したが、ジャングルにある政府軍の要塞を襲撃した反政府軍の一個小隊を政府側に雇われたセレストが全滅させたことで反政府軍は敗北を喫した。
オークション
「JBF」のレイヴンによる人身売買も同然の競売。「伝説」と謳われる秘密組織「UB」のエージェントである篠塚を利用して組織の宣伝を図り、「シノヅカの一晩」を売るべく篠塚を着飾らせて出品した。価値は無限大である「伝説」の組織の一員ゆえに篠塚を「女」として欲しがる人間は皆無であり、彼女の一晩を買うことで「ステイタスと情報」を手に入れることが招待客全員の目的だった。それを見越してレイヴンは晩餐会を兼ねて開催したが、買収が不可能な暗殺組織「煌龍」の恐怖により一転する。

## ドラマCD
1999年にドラマアルバム「9番目のムサシ」として トライエム / エアーズ レーベルから発売され、2000年に再発売された。
キャスト
- 篠塚高 (No.9) - 高乃麗
- 橘慎悟 - 結城比呂
- 竜童 - 一条和矢
- 嶋田良一 - 早見淳平
- 佐野裕一 - 遠藤章史
- 森田まさよし - 小谷伸子
- 山本 - 飯田利信
- 担任 - 大栗伸慶[要出典]
- UBメンバー - 宮野隆矢[要出典]
- 生徒 - 坂入学[要出典]

## 書誌情報

### 単行本
- 髙橋美由紀 『9番目のムサシ』 秋田書店〈きらら16（セーズ）コミックス〉、全21巻

1. 1996年10月4日発売[15]、ISBN 4-253-16411-0
2. 1997年6月12日発売[16]、ISBN 4-253-16412-9
3. 1997年11月17日発売[17]、ISBN 4-253-16413-7
4. 1998年2月20日発売[18]、ISBN 4-253-16414-5
5. 1998年7月24日発売[19]、ISBN 4-253-16415-3
6. 1999年3月26日発売[20]、ISBN 4-253-16416-1
7. 1999年8月19日発売[21]、ISBN 4-253-16417-X
8. 2000年4月27日発売[22]、ISBN 4-253-16418-8
9. 2001年3月22日発売[23]、ISBN 4-253-16419-6
10. 2001年11月22日発売[24]、ISBN 4-253-16426-9
11. 2002年3月20日発売[25]、ISBN 4-253-16427-7
12. 2002年8月8日発売[26]、ISBN 4-253-16428-5
13. 2003年2月20日発売[27]、ISBN 4-253-16501-X
14. 2003年9月25日発売[28]、ISBN 4-253-16502-8
15. 2004年5月27日発売[29]、ISBN 4-253-16503-6
16. 2005年1月13日発売[30]、ISBN 4-253-16504-4
17. 2005年6月16日発売[31]、ISBN 4-253-16505-2
18. 2005年9月16日発売[32]、ISBN 4-253-16506-0
19. 2006年5月16日発売[33]、ISBN 4-253-16507-9
20. 2006年12月15日発売[34]、ISBN 4-253-16508-7
21. 2007年4月16日発売[35]、ISBN 978-4-253-16509-9

- 高橋美由紀 『9番目のムサシ ミッション・ブルー』 秋田書店〈ボニータコミックス〉、全8巻

1. 2007年10月16日発売[36]、ISBN 978-4-253-09745-1
2. 2008年2月15日発売[37]、ISBN 978-4-253-09746-8
3. 2008年10月16日発売[38]、ISBN 978-4-253-09747-5
4. 2008年12月16日発売[39]、ISBN 978-4-253-09748-2
5. 2009年5月15日発売[40]、ISBN 978-4-253-09749-9
6. 2009年9月16日発売[41]、ISBN 978-4-253-09750-5
7. 2010年2月16日発売[42]、ISBN 978-4-253-26011-4
8. 2010年6月16日発売[43]、ISBN 978-4-253-26012-1

- 高橋美由紀 『9番目のムサシ レッドスクランブル』 秋田書店〈ボニータコミックス〉、全12巻

1. 2011年3月16日発売[44]、ISBN 978-4-253-26051-0
2. 2011年8月16日発売[45]、ISBN 978-4-253-26052-7
3. 2011年12月16日発売[46]、ISBN 978-4-253-26053-4
4. 2012年6月15日発売[47]、ISBN 978-4-253-26054-1
5. 2012年11月16日発売[48]、ISBN 978-4-253-26055-8
6. 2013年3月15日発売[49]、ISBN 978-4-253-26056-5
7. 2013年7月16日発売[50]、ISBN 978-4-253-26057-2
8. 2013年11月15日発売[51]、ISBN 978-4-253-26058-9
9. 2014年3月14日発売[52]、ISBN 978-4-253-26059-6
10. 2014年5月16日発売[53]、ISBN 978-4-253-26060-2
11. 2014年9月16日発売[54]、ISBN 978-4-253-26061-9
12. 2015年1月16日発売[55]、ISBN 978-4-253-26062-6

- 高橋美由紀 『9番目のムサシ サイレントブラック』 秋田書店〈ボニータコミックス〉、全15巻

1. 2015年8月12日発売[56]、ISBN 978-4-253-26311-5
2. 2015年12月16日発売[57]、ISBN 978-4-253-26312-2
3. 2016年5月16日発売[58][59]、ISBN 978-4-253-26313-9
4. 2016年9月16日発売[60]、ISBN 978-4-253-26314-6
5. 2017年1月16日発売[61]、ISBN 978-4-253-26315-3
6. 2017年5月16日発売[62]、ISBN 978-4-253-26316-0
7. 2017年9月15日発売[63]、ISBN 978-4-253-26317-7
8. 2018年1月16日発売[64]、ISBN 978-4-253-26318-4
9. 2018年4月16日発売[65]、ISBN 978-4-253-26319-1
10. 2018年7月13日発売[66]、ISBN 978-4-253-26320-7
11. 2018年10月16日発売[67]、ISBN 978-4-253-26321-4
12. 2019年1月16日発売[68]、ISBN 978-4-253-26322-1
13. 2019年4月16日発売[69]、ISBN 978-4-253-26323-8
14. 2019年11月15日発売[70]、ISBN 978-4-253-26324-5
15. 2020年2月14日発売[71]、ISBN 978-4-253-26325-2

- 高橋美由紀 『9番目のムサシ ゴースト アンド グレイ』 秋田書店〈ボニータコミックス〉、既刊18巻（2025年7月16日現在）

1. 2020年5月15日発売[72]、ISBN 978-4-253-26363-4
2. 2020年8月17日発売[73]、ISBN 978-4-253-26364-1
3. 2020年11月16日発売[74]、ISBN 978-4-253-26365-8
4. 2021年2月16日発売[75]、ISBN 978-4-253-26366-5
5. 2021年6月16日発売[76]、ISBN 978-4-253-26367-2
6. 2021年10月15日発売[77]、ISBN 978-4-253-26368-9
7. 2022年3月16日発売[78]、ISBN 978-4-253-26369-6
8. 2022年7月14日発売[79]、ISBN 978-4-253-26370-2
9. 2022年10月14日発売[80]、ISBN 978-4-253-26375-7
10. 2023年1月16日発売[81]、ISBN 978-4-253-26376-4
11. 2023年5月16日発売[82]、ISBN 978-4-253-26377-1
12. 2023年9月14日発売[83]、ISBN 978-4-253-26378-8
13. 2024年2月16日発売[84]、ISBN 978-4-253-26578-2
14. 2024年5月16日発売[85]、ISBN 978-4-253-26579-9
15. 2024年8月16日発売[86]、ISBN 978-4-253-26580-5
16. 2024年11月15日発売[87]、ISBN 978-4-253-26581-2
17. 2025年3月14日発売[88]、ISBN 978-4-253-26582-9
18. 2025年7月16日発売[89]、ISBN 978-4-253-26583-6

### 文庫
- 高橋美由紀 『9番目のムサシ』 秋田書店〈秋田文庫〉、全10巻

1. 2012年7月10日発売[90]、ISBN 978-4-253-18106-8
2. 2012年10月10日発売[91]、ISBN 978-4-253-18107-5
3. 2013年1月10日発売[92]、ISBN 978-4-253-18108-2
4. 2013年4月10日発売[93]、ISBN 978-4-253-18109-9
5. 2013年7月10日発売[94]、ISBN 978-4-253-18110-5
6. 2013年10月10日発売[95]、ISBN 978-4-253-18111-2
7. 2014年1月10日発売[96]、ISBN 978-4-253-18112-9
8. 2014年4月10日発売[97]、ISBN 978-4-253-18113-6
9. 2014年7月10日発売[98]、ISBN 978-4-253-18114-3
10. 2014年10月10日発売[99]、ISBN 978-4-253-18115-0